# Arquitectura de Cantabria

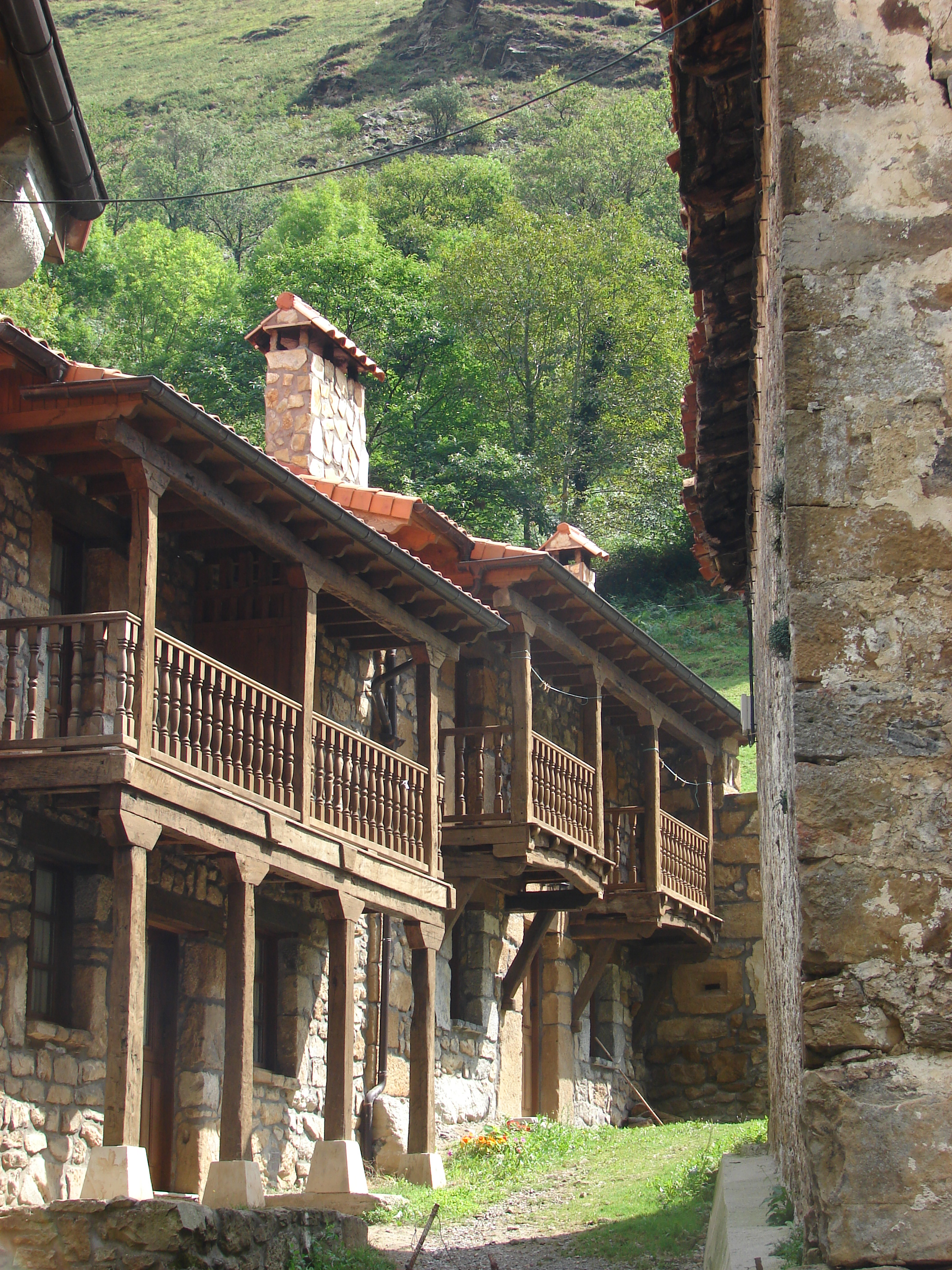
Casas tradicionales cántabras en la localidad de Asón, Soba. Se puede apreciar el balcón o solana cubierto por un alero prolongado. En muchas viviendas, esta solana se apoya sobre muros de sillería llamados cortafuegos que enmarcan un soportal o estragal.

La arquitectura de Cantabria ha evolucionado desde un medievo en el que prevalecía el ingenio en obras civiles sin desmesuradas pretensiones frente a la exaltación de la individualidad artística; pasando por una Edad Moderna en la que surgieron notables sagas de canteros montañeses y arquitectos del tardogótico, plateresco y renacimiento; hasta una época contemporánea en el que se ha evolucionado desde un regionalismo arquitectónico hacia las más diversas influencias modernas internacionales.
En lo que respecta a la arquitectura popular tradicional montañesa, aún con variedades locales diferenciadoras, esta ha conservado hasta nuestro días un acervo constructivo significativo, basado en un modo de entender la arquitectura, de aplicar los materiales, de simbiosis con el medio y clima cántabro y de estar al servicio de usos y costumbres ancestrales. Dentro de esta arquitectura vernácula destaca como más tradicional y propia de Cantabria la casa rural en sus diferentes variantes. Esta va desde las humildes chozas de pastor, invernales y chuzones, hasta las hidalgas casonas montañesas y nobles palacios, pasando por la conocida casa tradicional montañesa o las modestas cabañas pasiegas.
Hay que tener en cuenta que en la arquitectura tradicional la línea definitoria entre dos tipologías de edificios a menudo es difusa y difícil de establecer porque, por ejemplo, un mismo tipo de casa, pero de diferente tamaño, puede corresponder a niveles económicos diferentes, como es el caso entre las casas y casonas o la casona y el palacio.

## Arquitectura castrense
Cantabria, al igual que otras autonomías del norte de España, conserva los restos de diversos poblados castrenses, especialmente de la segunda Edad del Hierro, muchos de los cuales están aún por descubrir. Entre estos castros, habitados aún durante la dominación romana, destacan los de la Espina del Gallego y el de Castilnegro, ambos rodeados por triples círculos de murallas.

## Arquitectura romana
Tras las guerras cántabras los romanos ocuparon Cantabria, aunque no llegaron a romanizarla del todo, y crearon en su territorio nueve ciudades, algunas de las cuales aún no descubiertas y estando varias en lo que hoy son otras autonomías. Dentro de la Cantabria actual destacan la ciudad principal, Julióbriga, Octaviolca y Flaviobriga (Castro-Urdiales), que entonces quedaba fuera del territorio cántabro.

## La arquitectura prerrománica

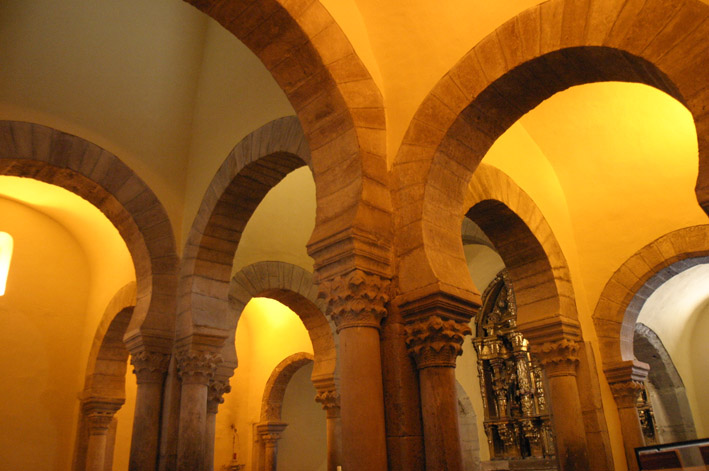
Interior de Santa María de Lebeña

En Europa el arte prerrománico se desarrolló desde le siglo VIII al siglo X durante la Alta Edad Media. Esta corriente arquitectónica será precursora de las formas que el subsiguiente arte románico desarrollará desde el siglo XI.
En Cantabria el arte prerrománico existente se insertaría dentro de la tercera etapa del periodo prerrománico hispano, denominada época de repoblación, y cuya cronología pertenece a los siglos IX y X.
Los restos arquitectónicos de este oscuro periodo que más abundan en la región y más conocidos son las denominadas iglesias rupestres. Estos emeritorios hipogeos estaban excavados en una roca blanda que permitía su fácil excavación manual disponiendo únicamente de herramientas simples, como picos, palas y equipamiento similar. Suelen ser templos de una única nave, con arco triunfal, algunas veces de herradura, y ábside abovedado. Tumbas también excavadas en la roca y edículos suelen completar estos conjuntos eremíticos.
Geográficamente se extienden fundamentalmente por el valle de Valderredible, sobrepasando los límites de la región hacia el norte de Burgos, cerca de Aguilar de Campoo. Una excepción a esta distribución espacial lo encontramos en la ermita rupestre de San Juan de Socueva, sita en Arredondo, en el valle de Ruesga. El valle de Valderredible alberga la mayor agrupación de iglesias rupestres de toda España, documentándose más de cincuenta iglesias rupestres, necrópolis y otras cavernas, con la posibilidad de que muchas más permanezcan sin descubrir.
Pero quizá el testimonio más notable de la arquitectura prerrománica cántabra encuadrada dentro del arte de repoblación sea la iglesia de Santa María de Lebeña. Un templo situado en el desfiladero de La Hermida, en la comarca de Liébana, fundado en el 924. Junto a él otro de los máximos exponentes es la ermita de San Román de Moroso, en Bostronizo.

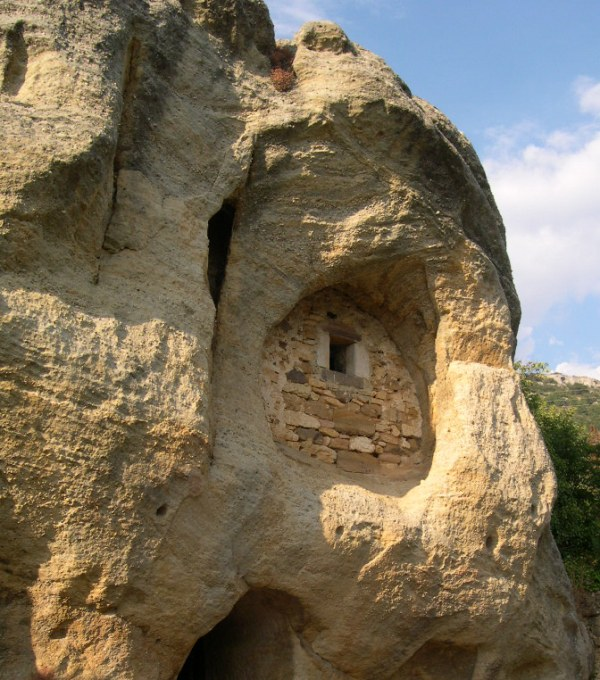
Iglesia rupestre de Arroyuelos, en Valderredible.
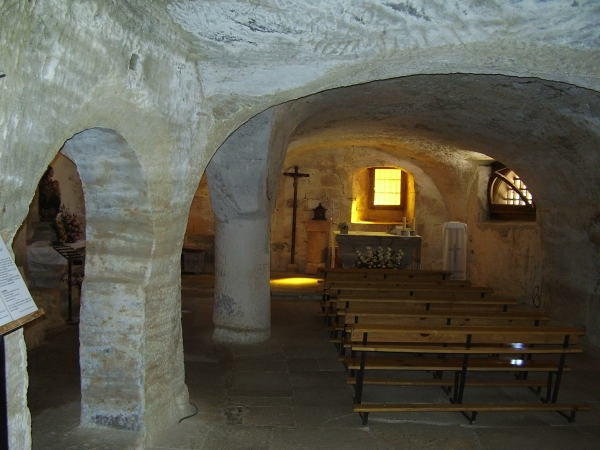
Iglesia rupestre de Santa María de Valverde, en Valderredible.
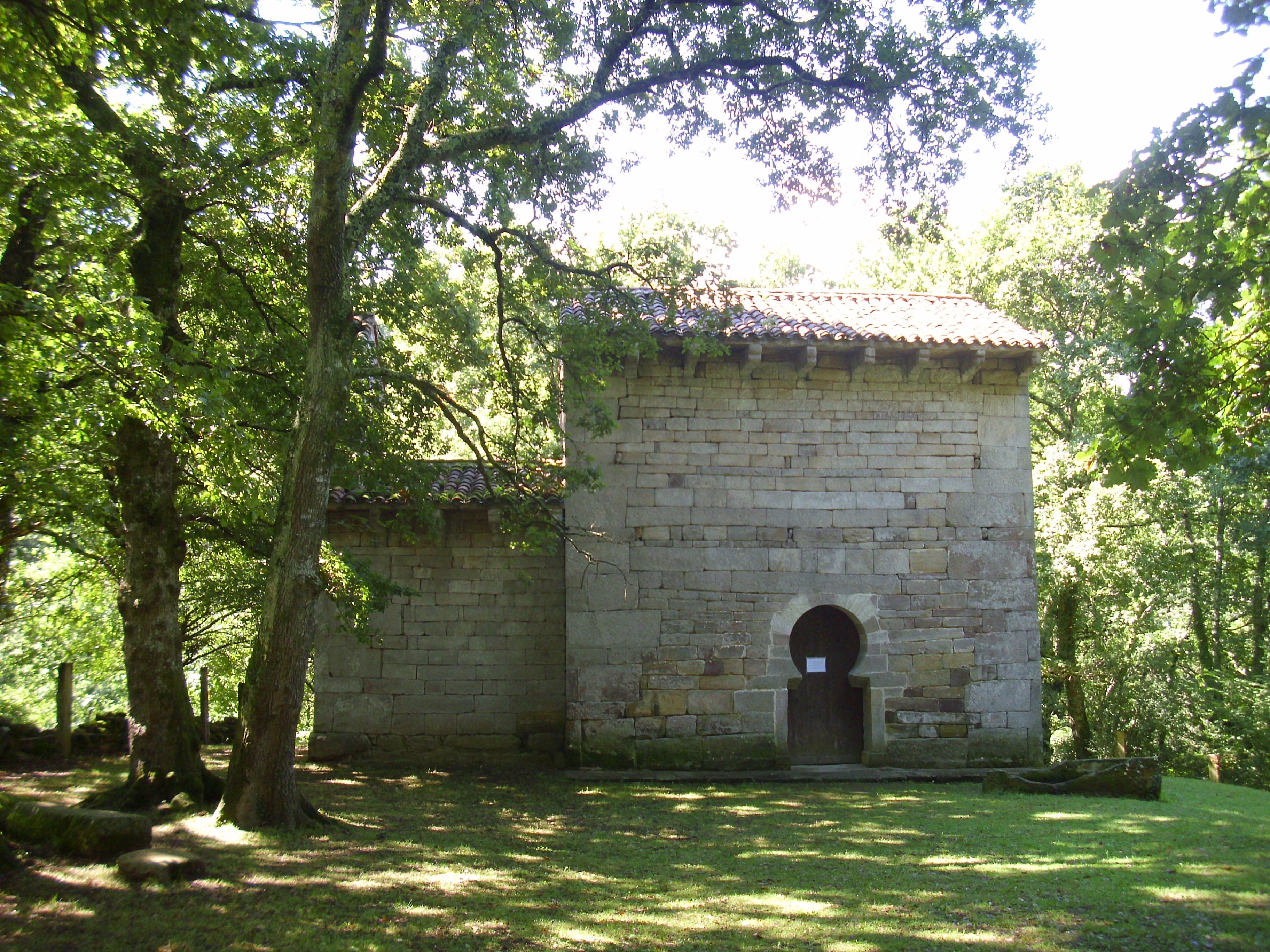
Ermita de San Román de Moroso, en Bostronizo.

## La arquitectura románica

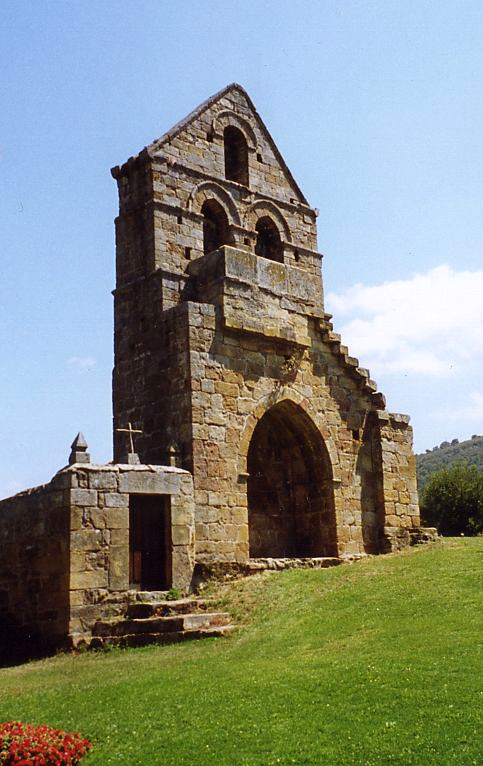
Espadaña monumental exenta tardorrománica asociada a la iglesia de San Juan Bautista en Aldea de Ebro

El siglo X inició un despertar económico en la Europa medieval, lo que hace surgir el primer arte internacional: el románico. El éxito de esta corriente vino en gran medida por la expansión de la mano de la orden cluniacense y las peregrinaciones que difunden sus peculiaridades.
En contraposición a otras corrientes artísticas posteriores mucho más "urbanas", el arte románico en general, y su arquitectura en particular, se desarrolló fundamentalmente en el mundo rural, teniendo su manifestación más importante en los edificios monacales. En esta época los monasterios poseyeron una función multifuncional, eran centros religiosos, culturales y de productividad agraria, dentro todo ello del contexto feudal del momento.
Sus características en la arquitectura eran el uso del arco de medio punto y las bóvedas de cañón y de arista. Así mismo, se requirieron de grandes y pesados muros, con apenas vanos, que pudieran soportar el peso de estas bóvedas, todo ello reforzado con gruesos contrafuertes en el exterior. Asociados a la arquitectura y rematando el edificio no faltaron ejemplos de esculturas de talla tosca y popular en claustros, portadas, capiteles y canecillos.
Debido a las razones de influencia en materia de política y economía de Castilla, estilísticamente hablando el románico montañés estuvo relacionado con el de Burgos y Palencia, si bien aquel no alcanzó la calidad de estos salvo en casos aislados. Su cronología cántabra abarca los siglos XI y XII, pero en los territorios más remotos, alejados de los lugares de paso, aún se extendería hasta incluso el siglo XIV. 
La distribución geográfica de la arquitectura románica en Cantabria es laxa y diversa, pudiéndose agrupar en zonas por similitud estética, como el románico de los valles de Campoo y Valderredible, el de la cuenca del Besaya, el de Liébana o el de la costa. Entre los edificios más representativos están las Colegiatas de Santillana, Castañeda, Cervatos y Elines, las iglesias de Piascas, Bareyo, Silió y Yermo.

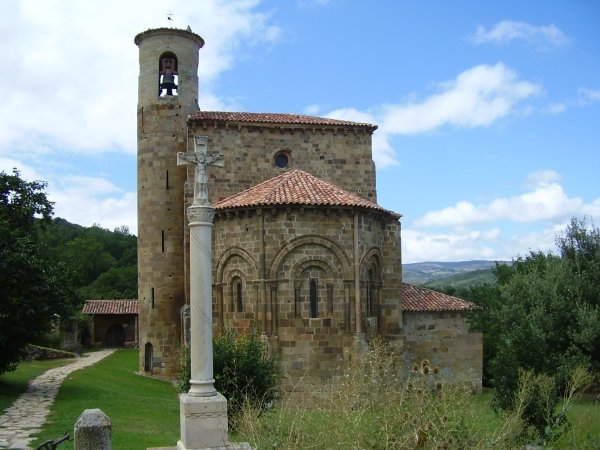
Colegiata de San Martín de Elines.
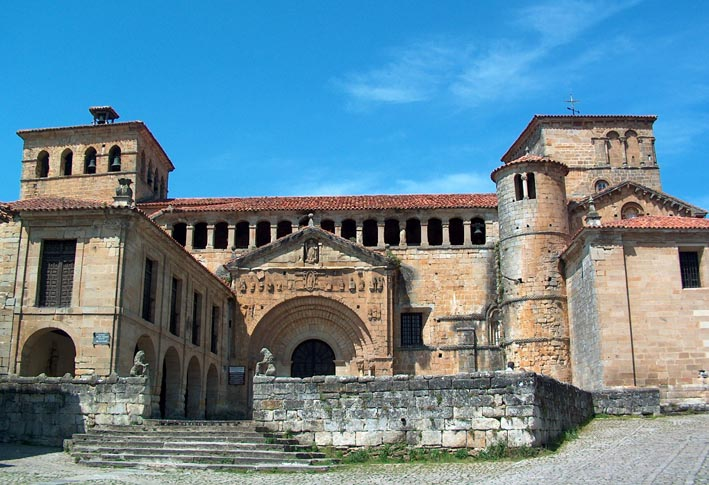
Colegiata de Santa Juliana en Santillana del Mar.
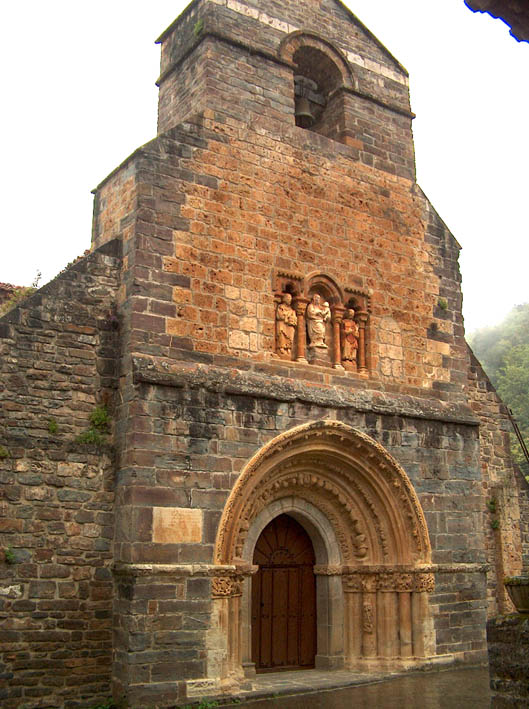
Iglesia de Santa María de Piasca.
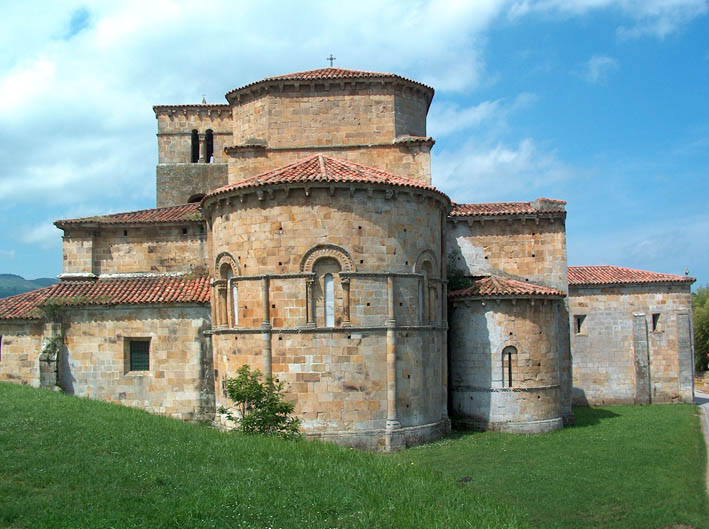
Colegiata de Santa Cruz de Castañeda.
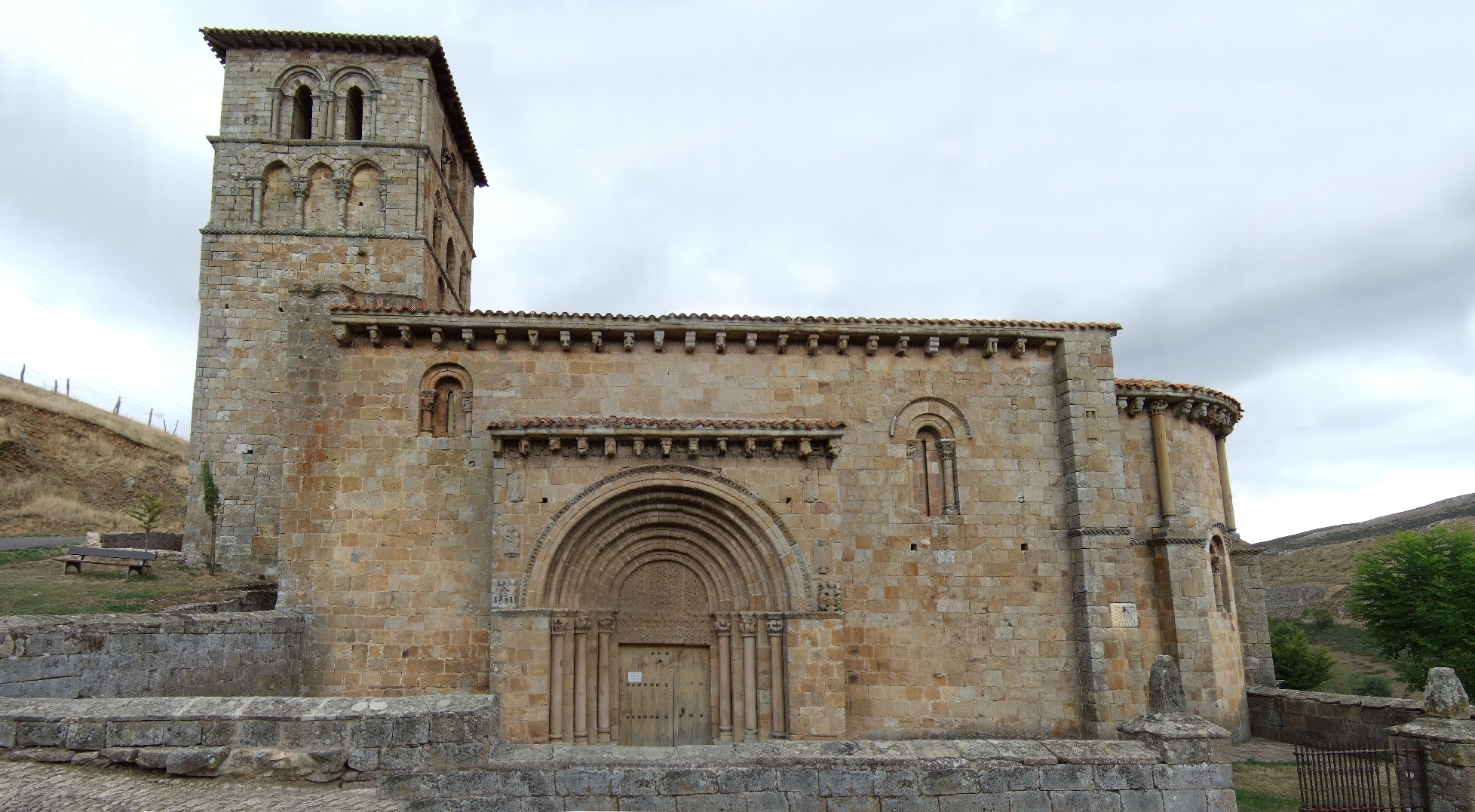
Colegiata de San Pedro de Cervatos.

## La arquitectura gótica

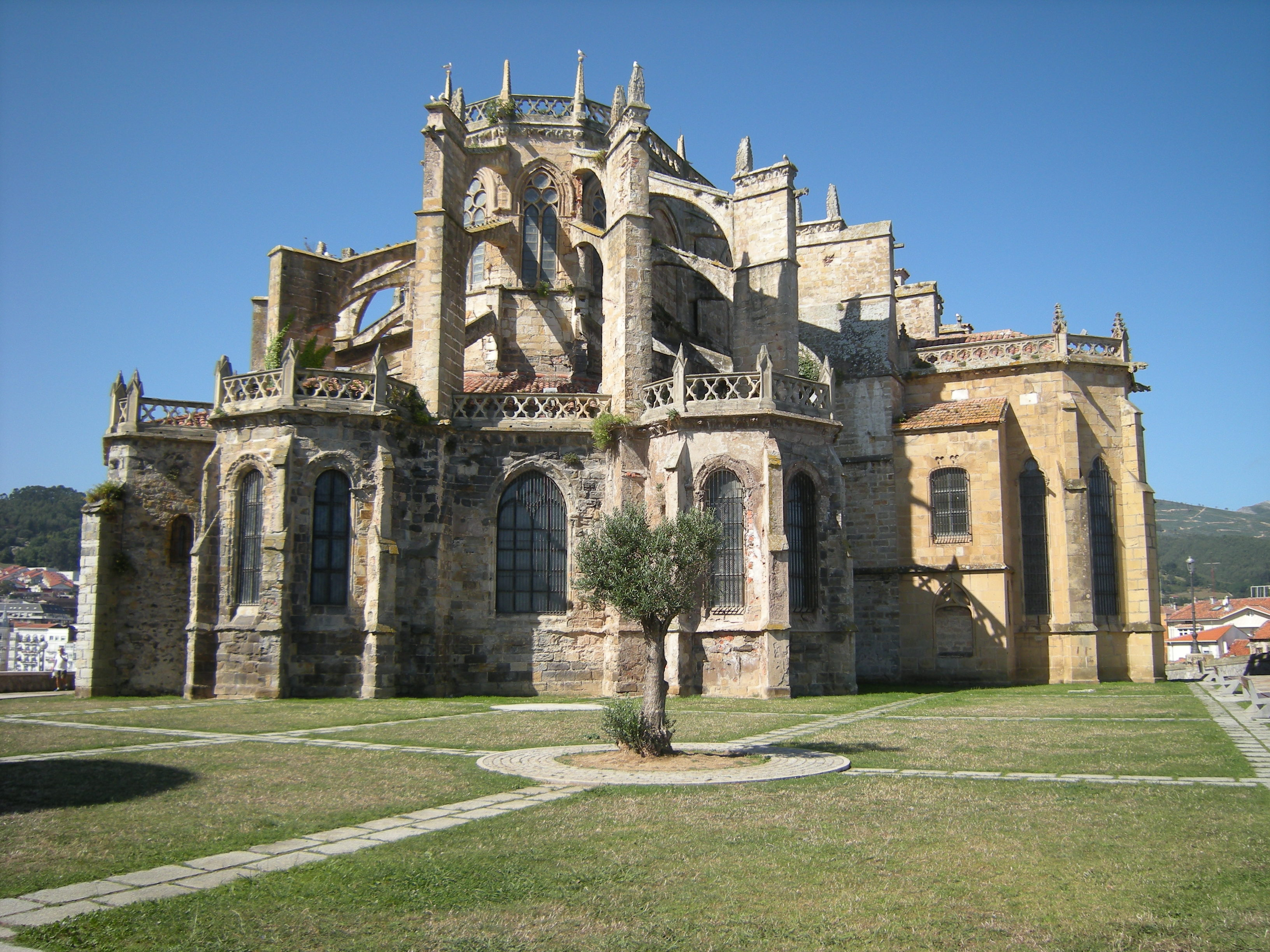
Ábside de la iglesia de Santa María de la Asunción de Castro-Urdiales

A finales del siglo XII y comienzos del XIII aparece en Cantabria el gótico y se desarrollará hasta el siglo XVI. Este se convirtió en el arte burgués y urbano por excelencia, por lo que no es de extrañar que su aparición en tierras montañesas vino propiciada por el desarrollo de las cuatro villas costeras: San Vicente de la Barquera, Santander, Laredo y Castro-Urdiales. La importancia de estas provino de su auge económico y comercial, los fueros concedidos el rey Alfonso VIII de Castilla y su fortaleza internacional a través de la Hermandad de las Marismas, lo que permitió costear la gran arquitectura gótica, ambiciosa y cara.
Innovaciones técnicas como el arco apuntado, la bóveda de crucería o los arbotantes permitieron al gótico crear edificios altos, esbeltos y luminosos al no tener los muros que soportar ya los empujes de las bóvedas, lo que permitió abrir grandes ventanales. Así, destacan la Catedral de Santander, la iglesia de la Asunción de Laredo, la iglesia de Santa María del Puerto de Santoña, la de Santa María de la Asunción de Castro-Urdiales y el monasterio de Santo Toribio de Liébana, que debió sustituir a otra preexistente del siglo XII.
No obstante la adopción de esta nueva corriente artística y arquitectónica se vio frenada por la importancia de la tradición románica que, como en tantas zonas de España, se dio en Cantabria. Al contrario que otras grandes ciudades, en las que van surgiendo una poderosa burguesía capaz de sufragar parte de las costosas obras góticas, las villas cántabras no van a tener tanta pujanza, máxime cuando en Cantabria los monasterios aún conservarían una gran importancia.
Pero si algo destaca en este periodo de arquitectura regional son las torres defensivas medievales, las casas fuertes montañesas y demás arquitectura popular urbana. De este tipo son el torreón de San Vicente de La Barquera, la torre del Infantado de Potes, la de los Manrique en Cartes o la del Merino en Santillana del Mar.

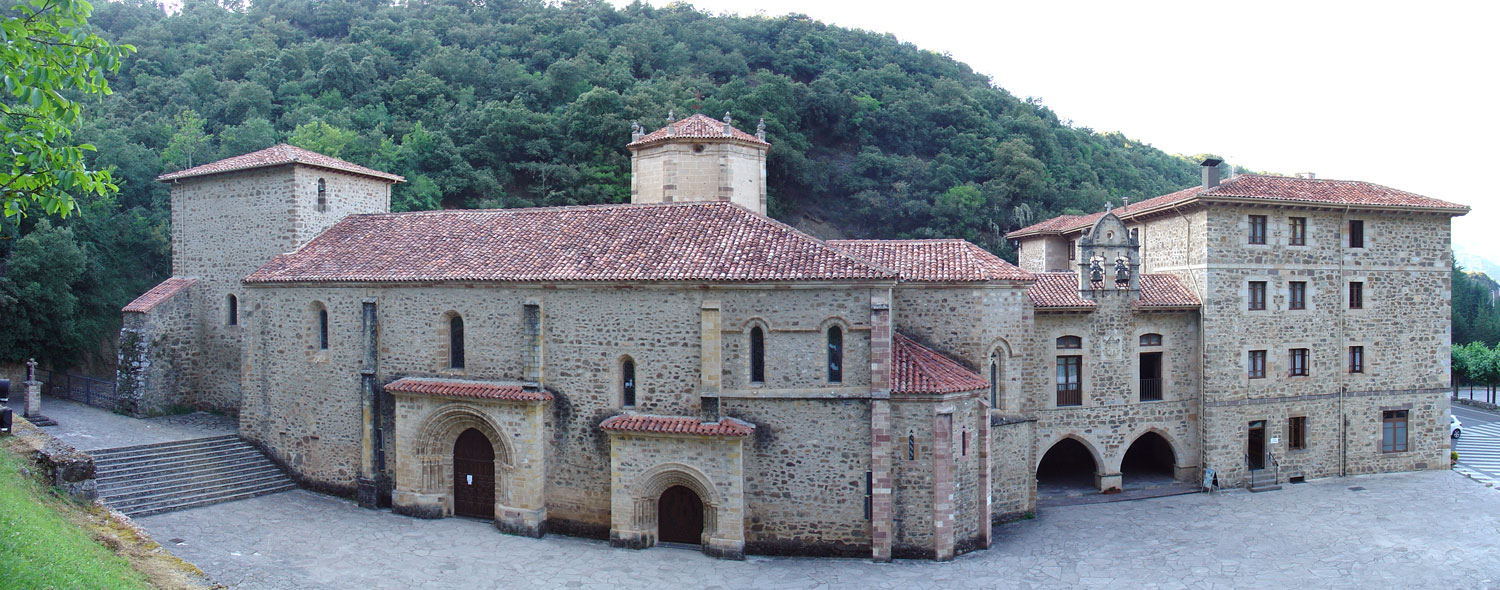
Monasterio de Santo Toribio de Liébana.
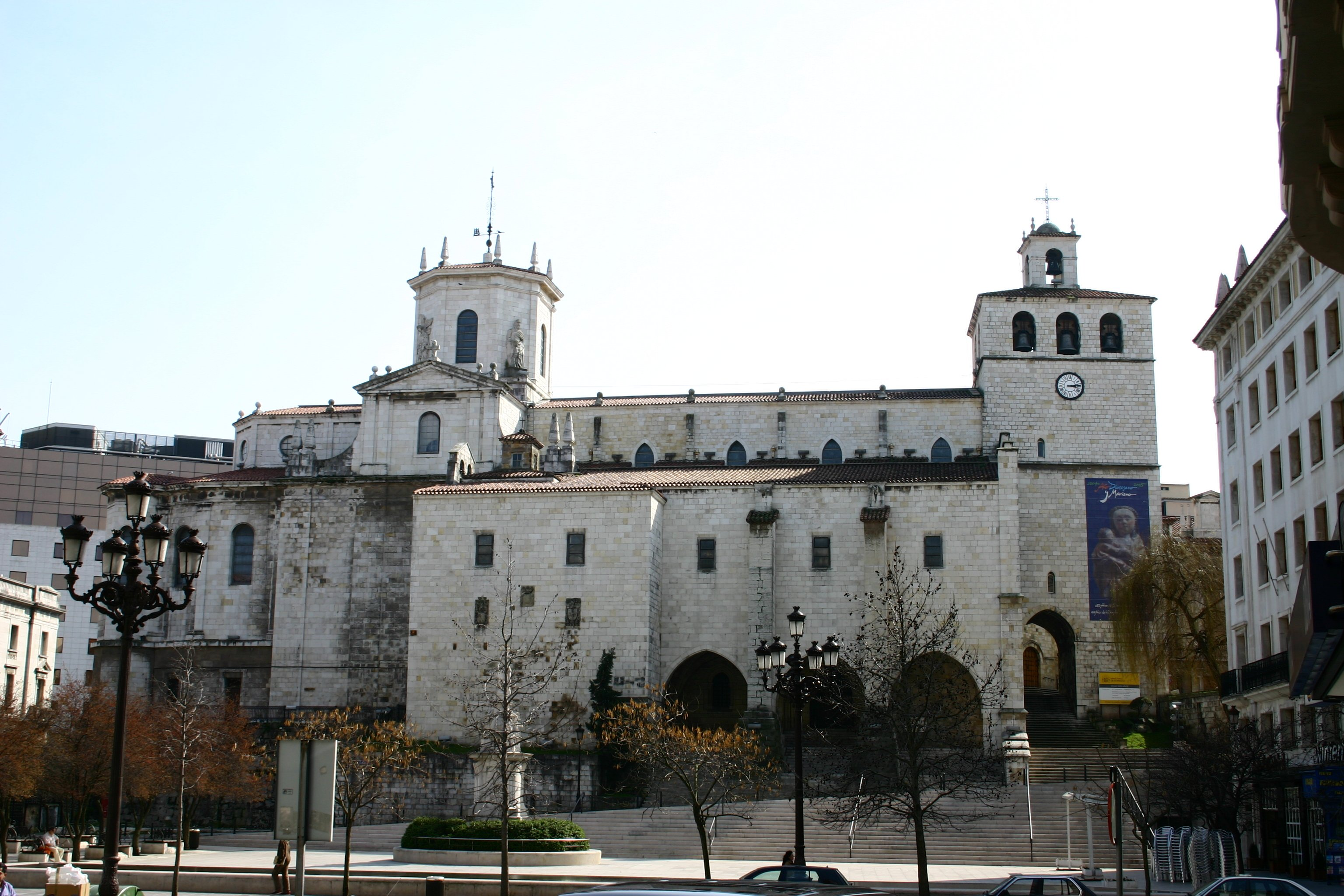
Catedral de Santander.
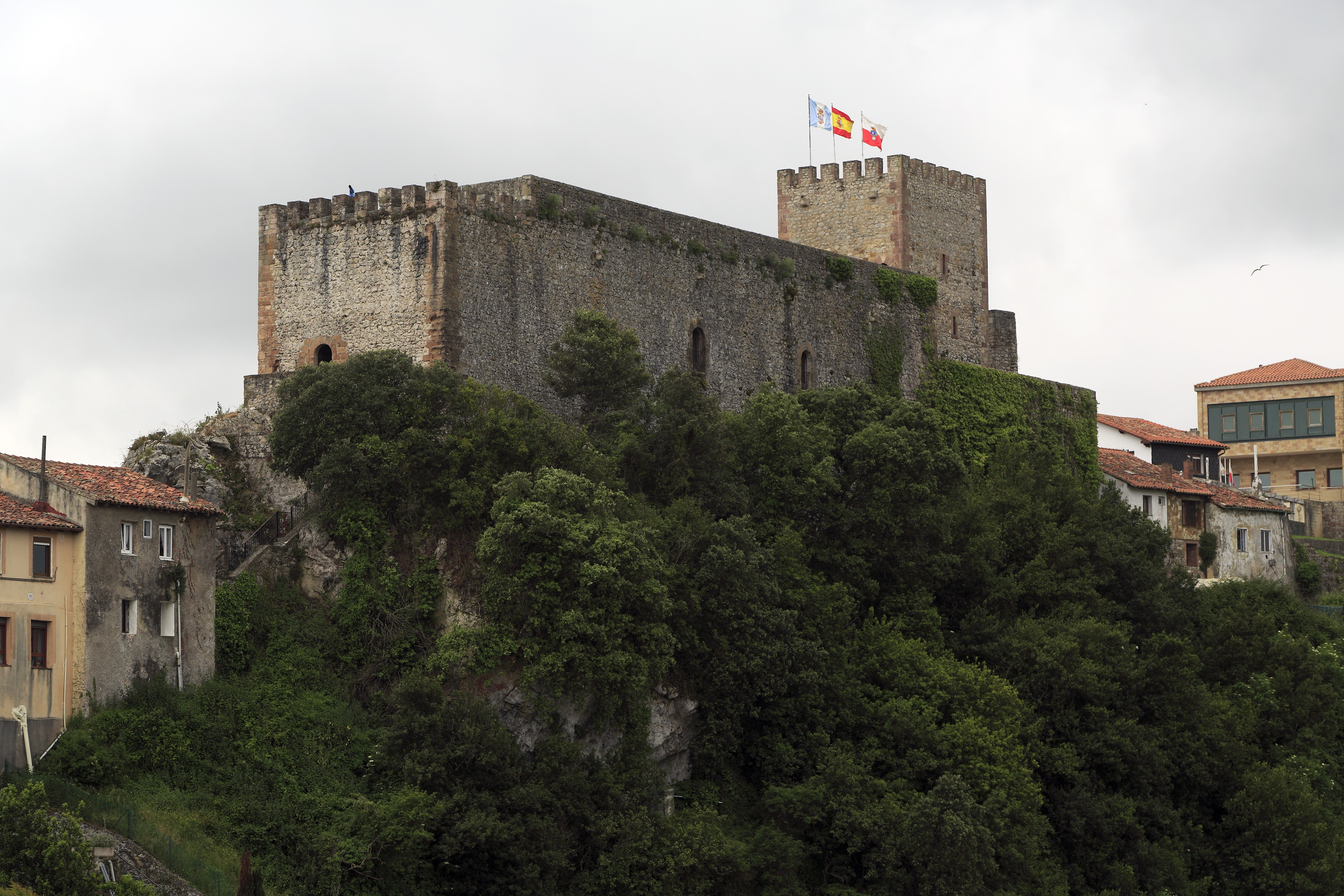
Castillo del Rey en San Vicente de la Barquera.
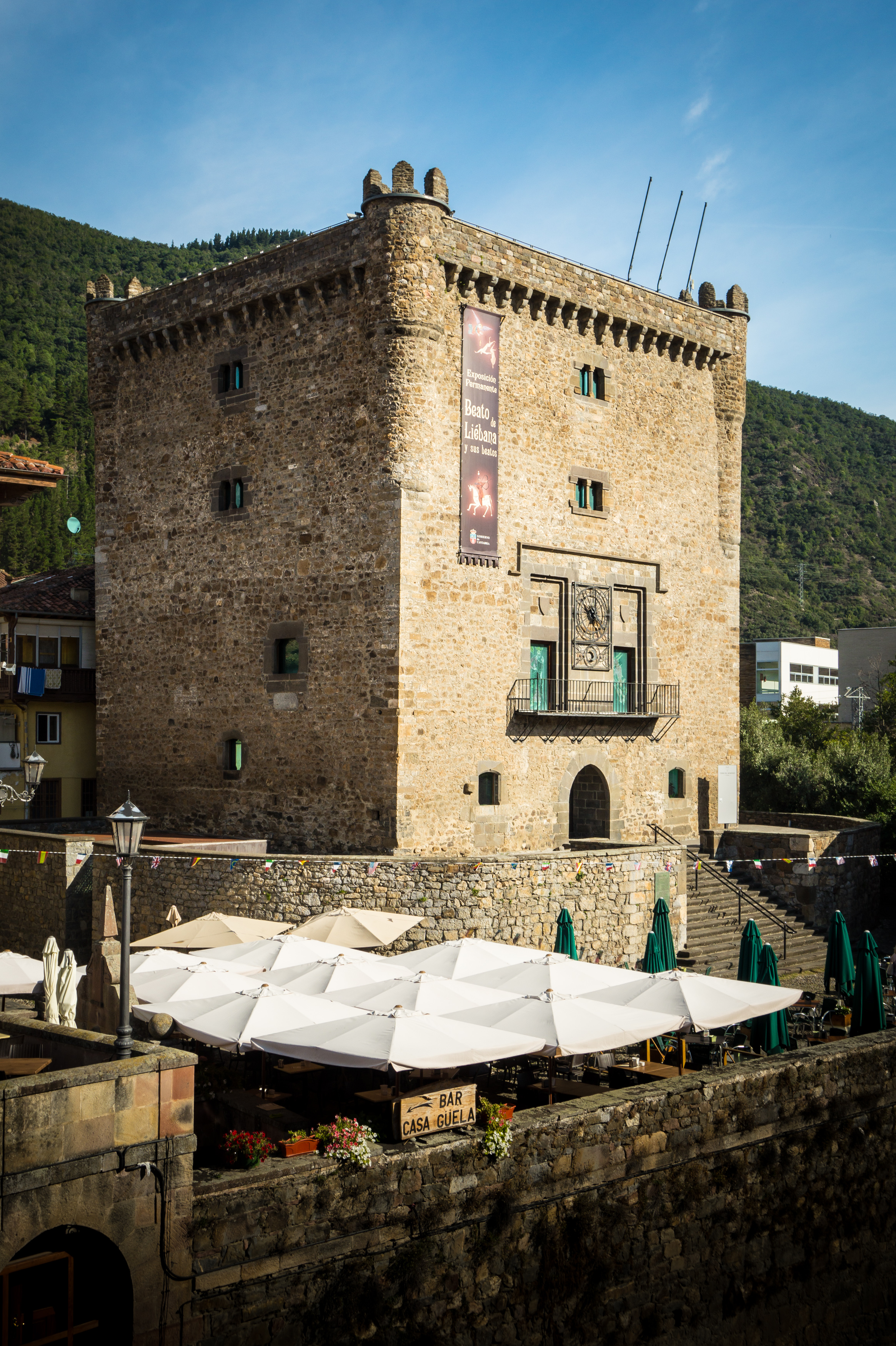
Torre del Infantado en Potes (siglo XV)

## La arquitectura de los siglos XVI al XVIII
Terminada la Edad Media, se inicia el siglo XVI con una herencia del gótico en Cantabria que es difícilmente borrable. Elementos como la bóveda de crucería pesaron en una tradición arquitectónica montañesa profundamente arraigada, siendo difícilmente desplazada salvo en contadas ocasiones. Un gótico religioso anacrónico se extendió al mundo rural, el cual no se abandonará hasta prácticamente el siglo XX. Los grandes canteros y arquitectos cántabros no dejaron en su tierra el saber hacer que llevaron al resto de las regiones de España, predominando aquí el arcaísmo y la sobriedad, pero con un énfasis en el equilibrio, la proporción, el buen uso y el empleo de los materiales. La escasa decoración solo fue rota por la escultura funeraria.

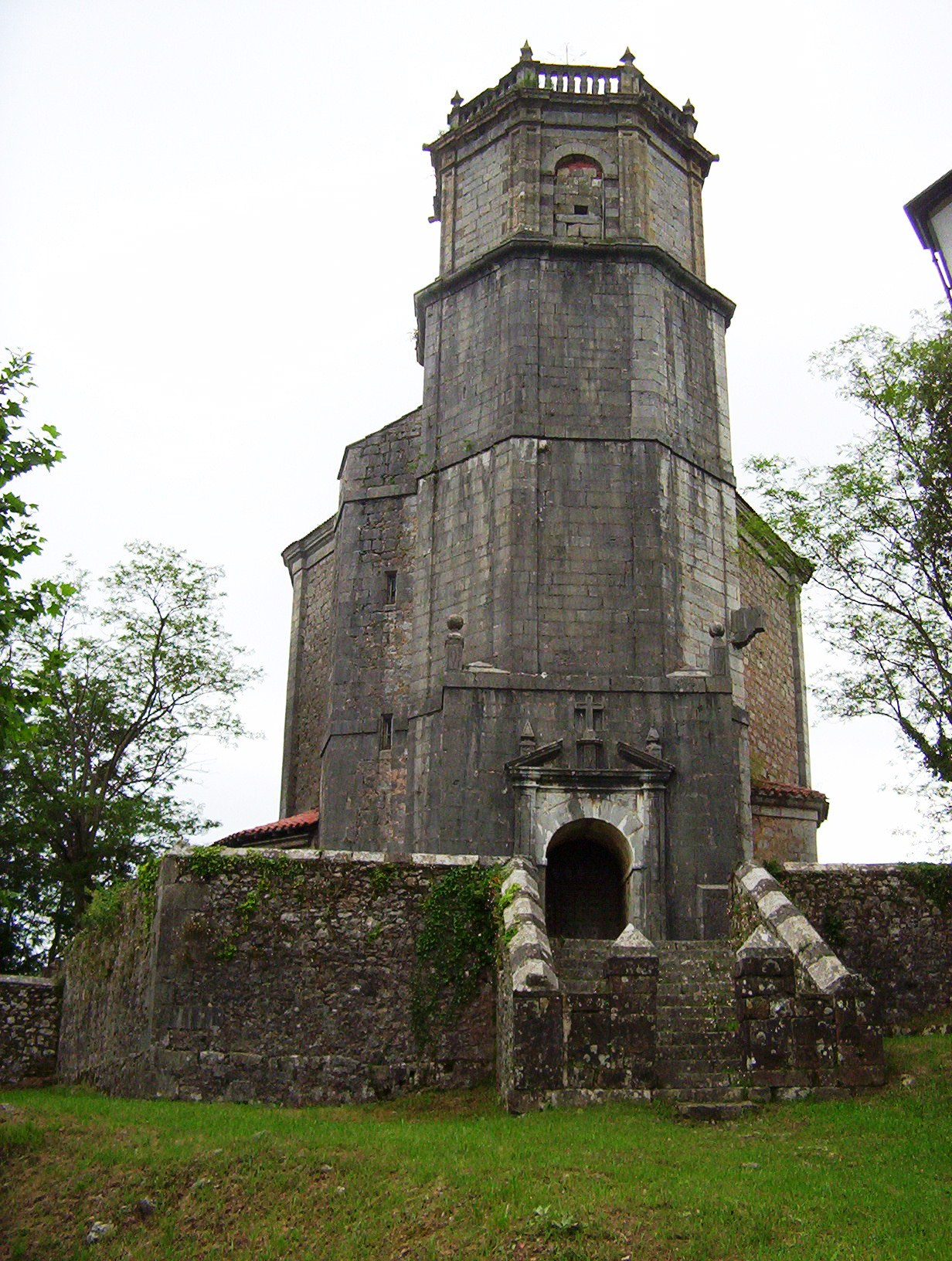
Iglesia de Santa María Magdalena de Rucandio

El exterior de los edificios religiosos se simplifica. Las plantas son de cruz latina, de una sola nave, crucero acusado y cabecera rectilínea. El alzado de la nave es muy simple y la bóveda de crucería gótica pasa a ser en muchos casos estrellada. Perdura la espadaña medieval de ornato simple con más troneras que campanas. En el caso de las torres son de planta cuadrangular de escasa altura. La decoración se reduce a las portaladas, inicialmente en estilo gótico para más adelante adoptar trazas renacentistas: arco de medio punto con dovelas decoradas a modo de casetones, pináculos y columnas platerescas, emblemas y grutescos renacentistas, etc.
Dentro de la arquitectura civil en el siglo XVI, y siguiendo como punto de evolución las casas fuertes y torreones del Medievo, se fue consolidando un tipo de edificio tan típico y genuino en Cantabria como es la casona montañesa solariega. Sus elementos que las distinguen inconfundiblemente son su gran portalada, corrala, torre señera y cuerpo principal con sillería bien labrada y blasón, así como capilla a veces.
Durante el barroco, siglos XVII y XVIII, el aspecto general fue similar, variando únicamente la decoración de las portaladas y ciertas zonas del interior de las iglesias, como capillas, sacristías, etc., donde se realizaron bóvedas semiesféricas decoradas con fajas molduras, capulines de iluminación y en alzado pilastras rehundidas. 
Dentro de la arquitectura barroca del siglo XVII destacan la iglesia de la Anunciación (o de la Compañía), en Santander; las parroquias de Guriezo y Liendo; la fachada de la iglesia de Ampuero y la iglesia de Miera. Del siglo XVIII son la iglesia de San Martín de Tours de Cigüenza, en Alfoz de Lloredo; la capilla del Lignum Crucis, en Santo Toribio de Liébana; la capilla del palacio de Elsedo, en Pámanes; la iglesia de Rucandio, en Riotuerto; y en menor medida la iglesia de San Sebastián de Reinosa. Únicamente en la escultura funeraria se atisbó una decoración acorde con los tiempos.
De este periodo son grandes arquitectos cántabros que fueron referente nacional como Bartolomé de Bustamante, Juan Ribero de Rada, Juan Gil de Hontañón, Diego de Praves, su hijo Francisco de Praves, Juan de Nates o el mismo Juan de Herrera.

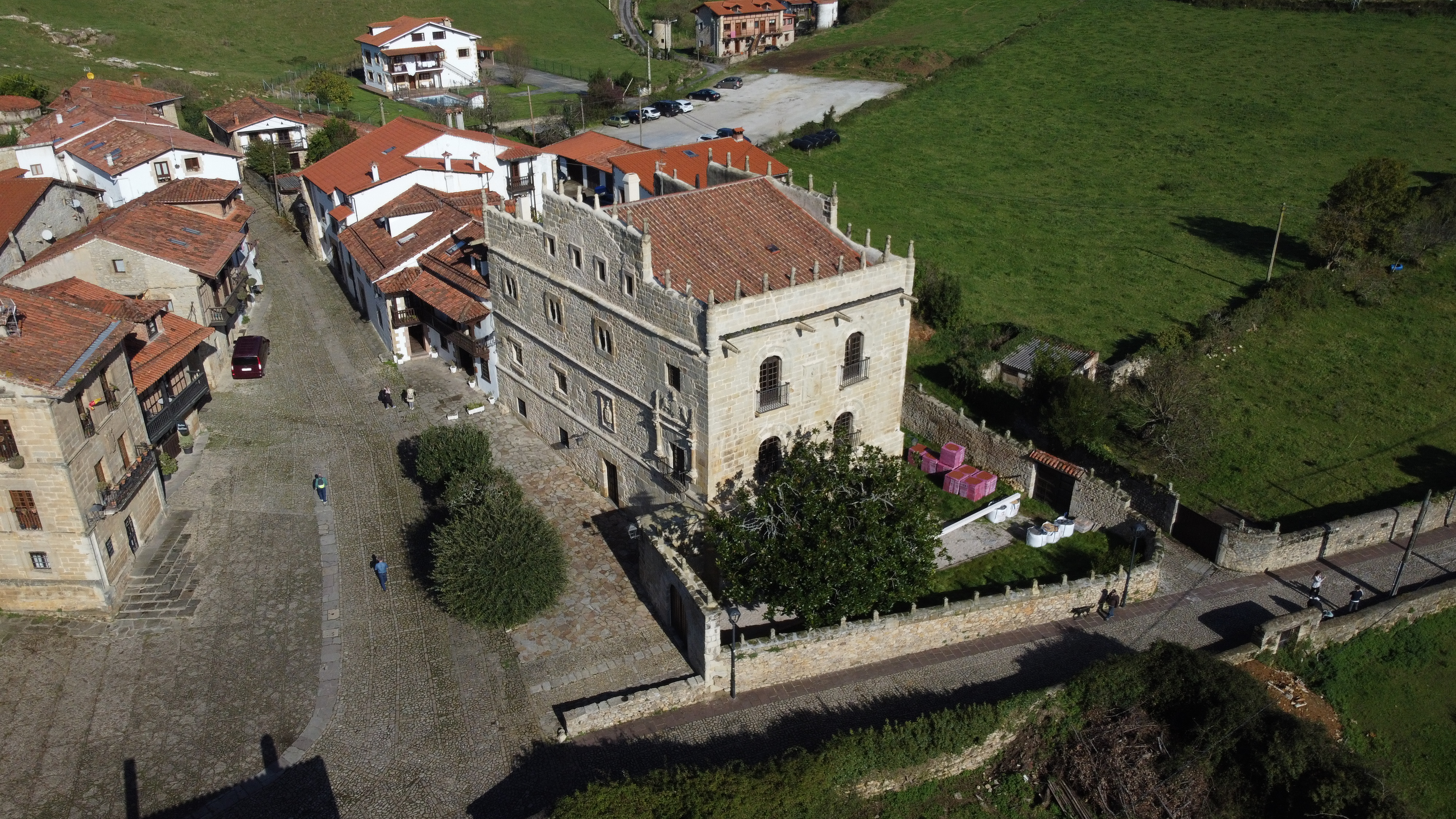
Palacio de Velarde en Santillana del Mar.
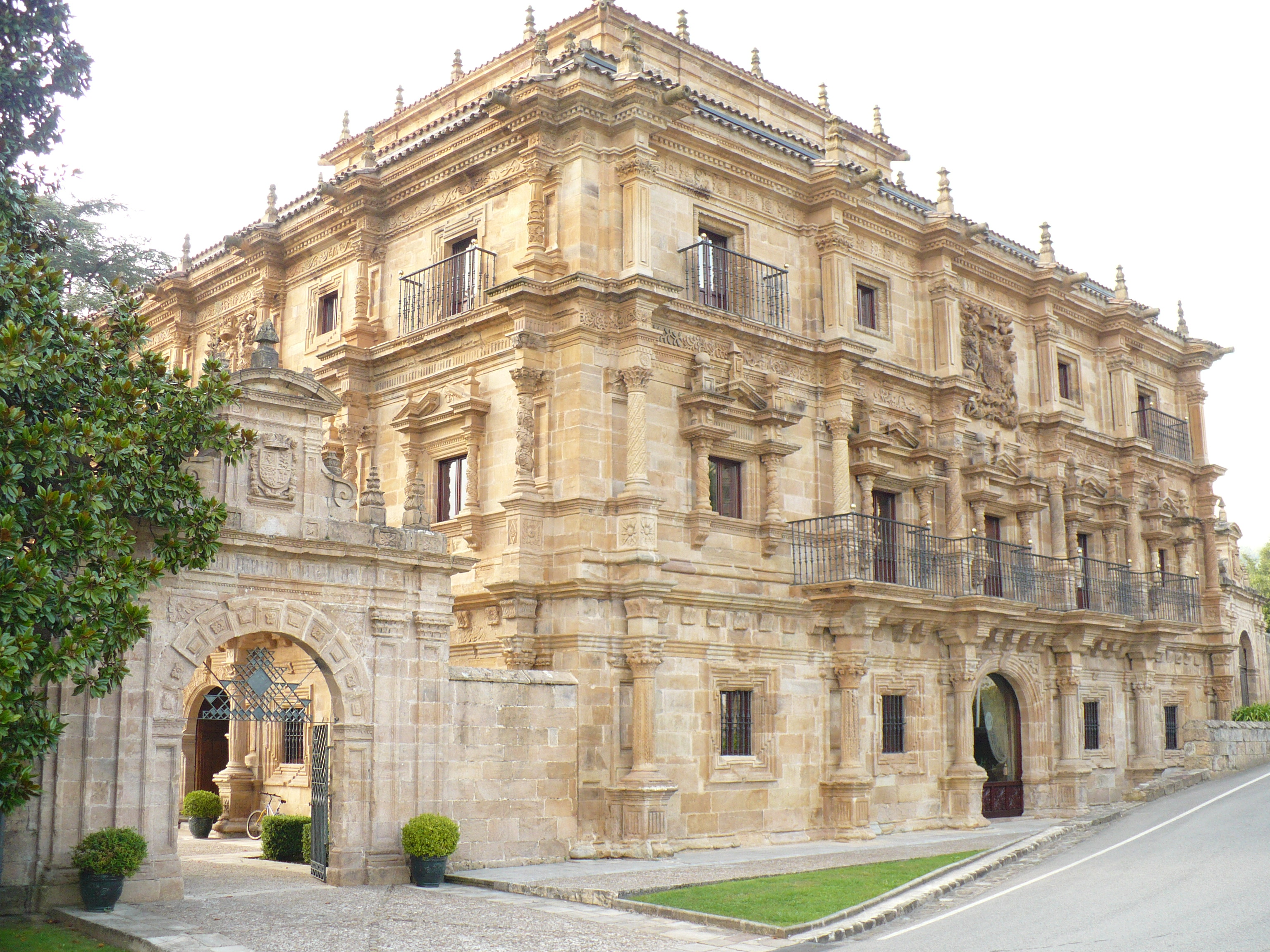
Palacio de Soñanes en Villacarriedo.
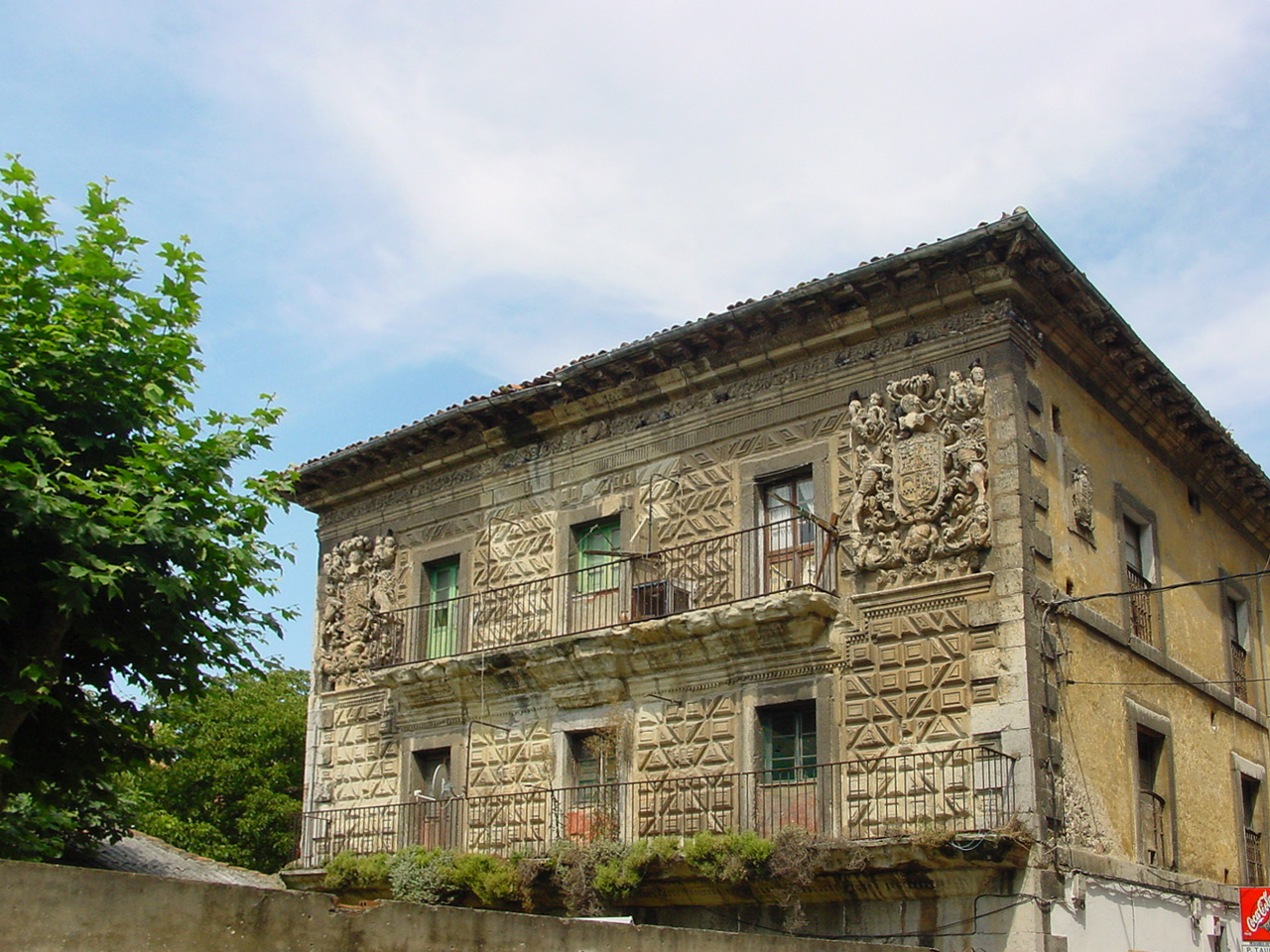
Palacio de los Marqueses de Chiloeches en Santoña.
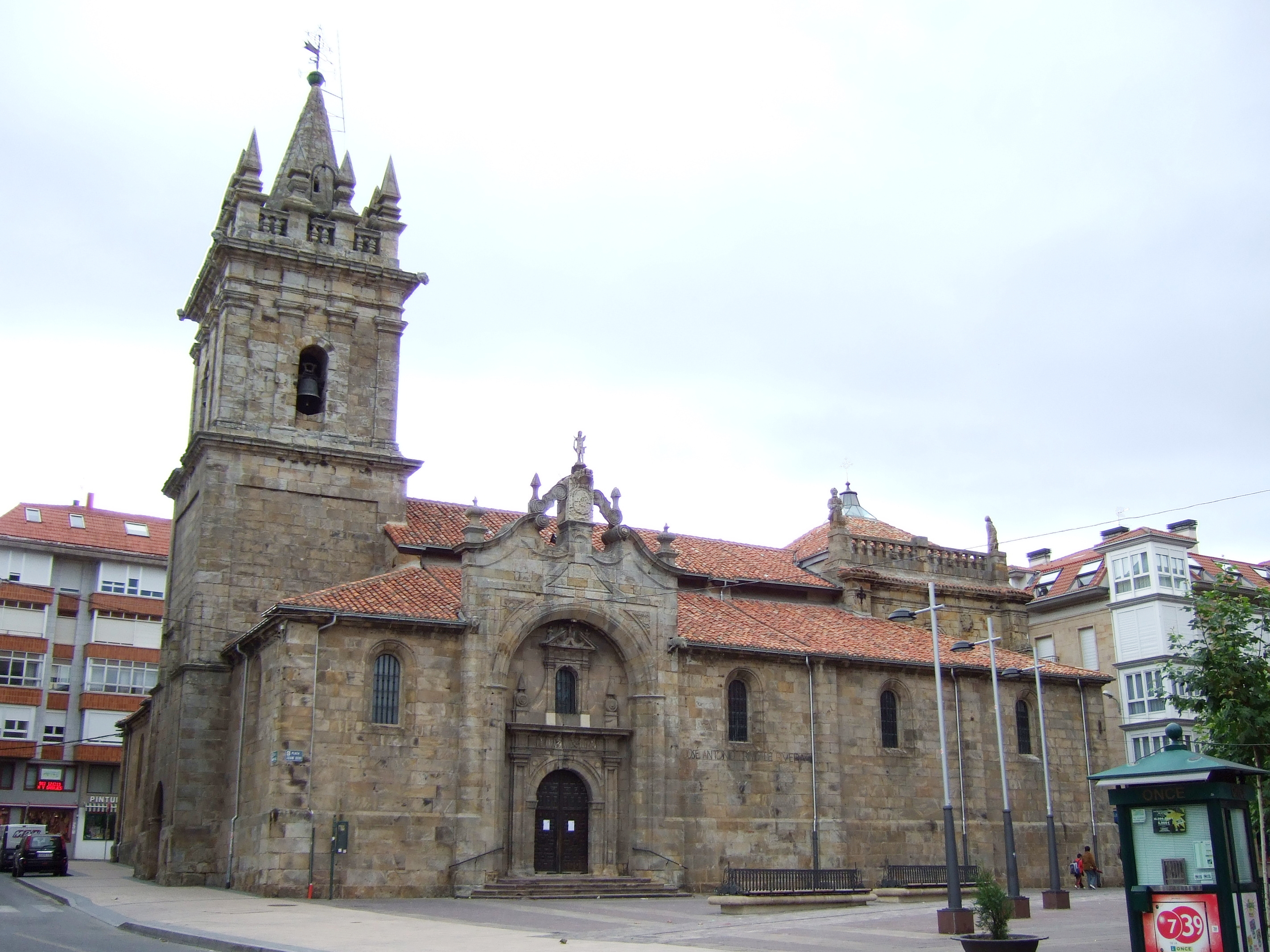
Iglesia de San Sebastián en Reinosa.
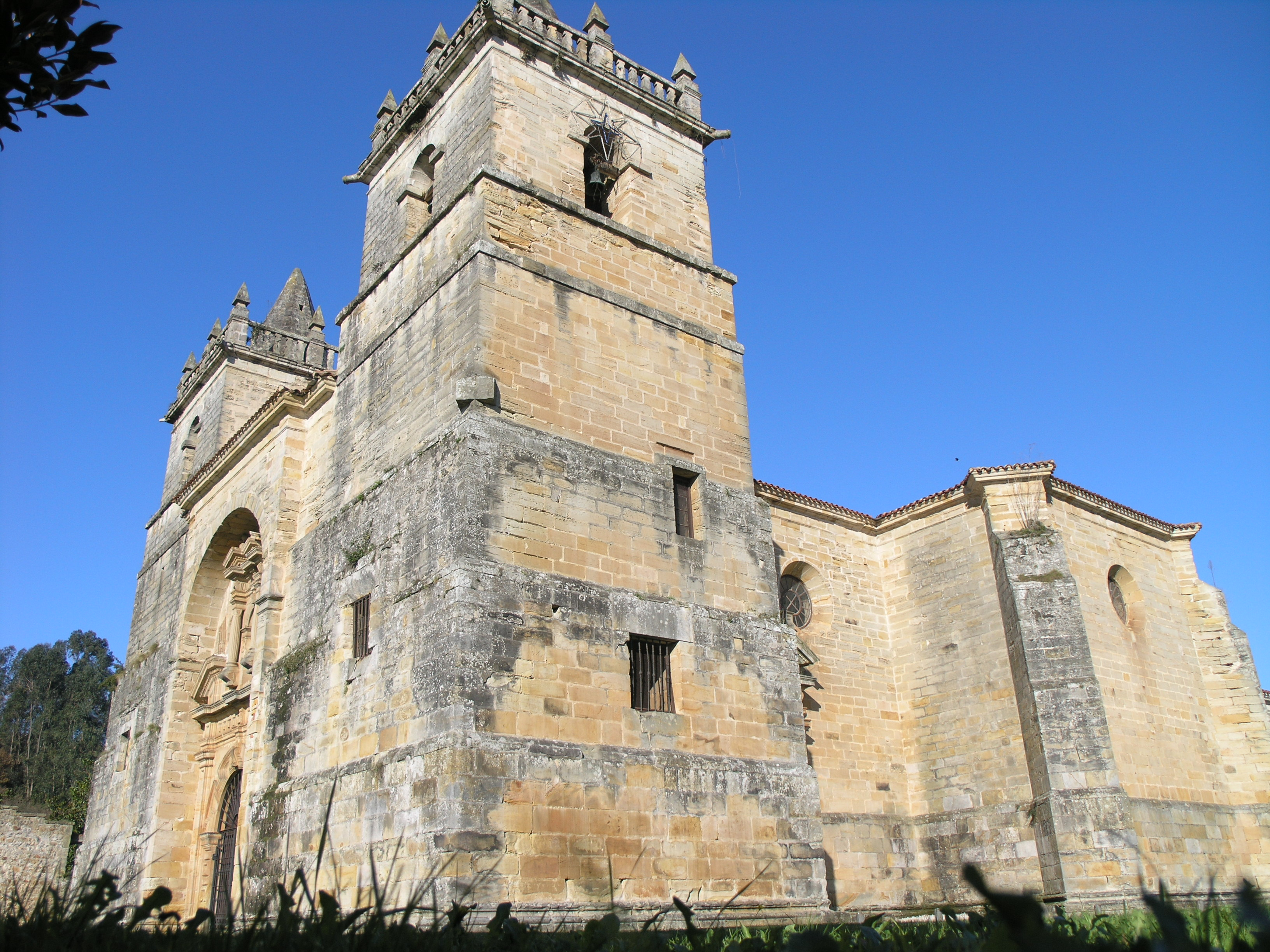
Iglesia de San Martín de Tours en Cigüenza.
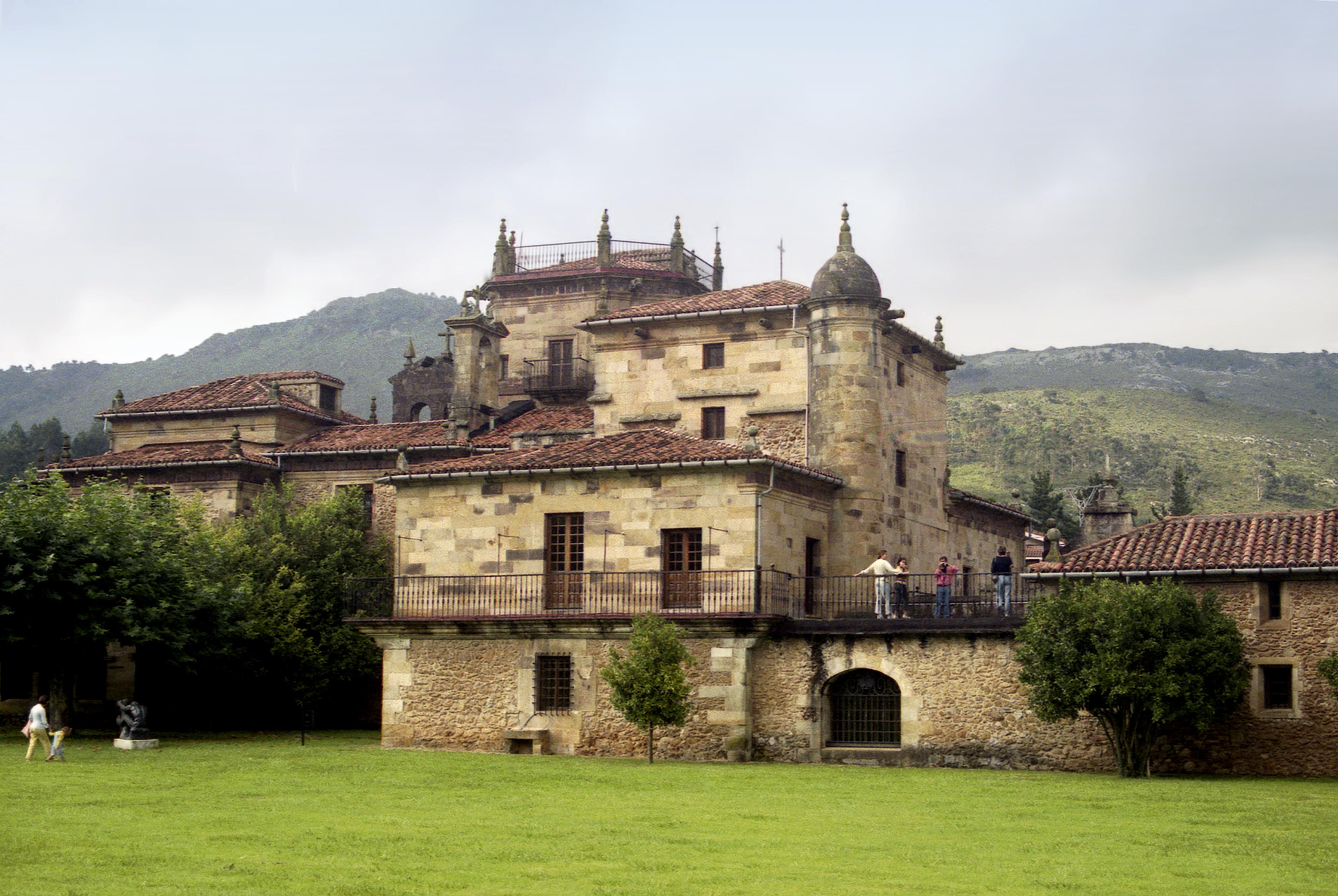
Palacio de Elsedo en Pámanes.

## La arquitectura delsigloXIX

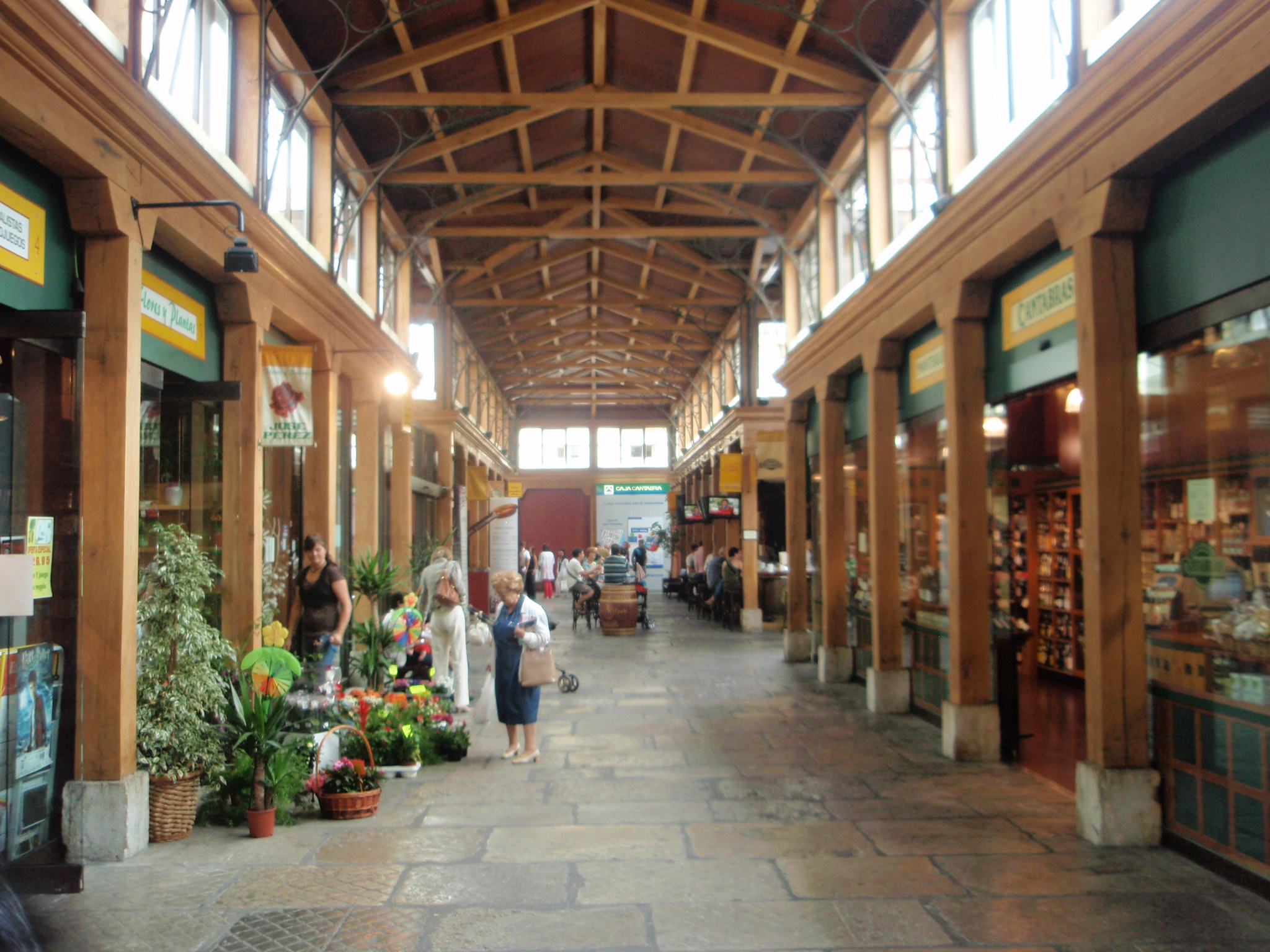
Mercado del Este de Santander. Construido entre 1839 y 1842 con cubierta de madera. Tras su total reconstrucción en la actualidad alberga comercios y el Museo de Prehistoria y Arqueología de Cantabria

En el siglo XIX Santander era ya una ciudad cosmopolita, gracias a la pujanza de su puerto y a su tráfico mercantil con América. Desde el siglo anterior, el crecimiento de la capital cántabra fue constante y así su expansión urbanística necesitó recuperar terreno al mar hacia el este, zona sobre la que se proyectó un ejemplar ensanche de población.
Este optimismo de desarrollo industrial y mercantil, así como el fuerte incremento demográfico, se vio plasmado en una de las más tempranas muestras de interés por la arquitectura metálica aplicado a la construcción de grandes y modernos edificios públicos. En este sentido cabe destacar a la figura de Antonio Zabaleta y su arquitectura centrada en los nuevos materiales y en la búsqueda y aplicación de un estilo acorde con la época. Tras su inicial obra de la Casa de los Arcos de Botín (1838-1840), en el año 1839 el ayuntamiento santanderino le encarga la redacción del ambicioso Plan Municipal de Mercados, que se extendería hasta 1842. De los tres construidos seguidamente -—el Mercado del Este, el Mercado de Atarazanas y Pescadería— únicamente se ha conservado el primero, construido entre 1840 y 1841. Este mercado supuso un hito en su tiempo debido a la introducción en España del concepto de la galería comercial. En él se aplicó además una cubierta de madera con armadura ferrovítrea, una de las primeras experiencias llevadas a cabo en España con el cristal.

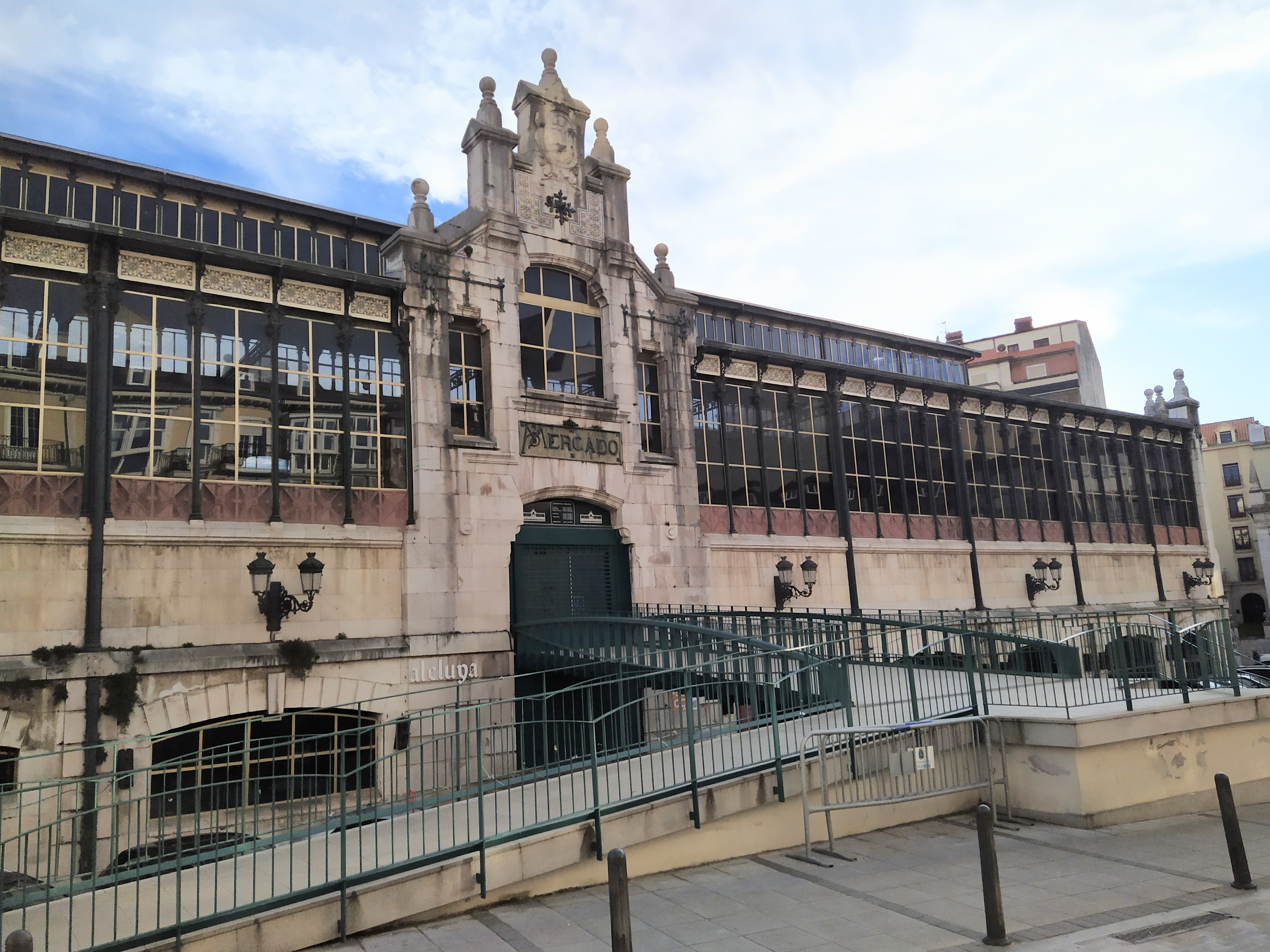
Mercado de la Esperanza (1904), de Eduardo Reynals Toledo y Juan Moya Idígoras

Tras la catástrofe sufrida en la ciudad por la explosión del vapor Cabo Machichaco en 1893, el ayuntamiento de Santander aprobó un Plan Extraordinario de Obras Municipales, entre las que destacaron la construcción del palacio-ayuntamiento, proyectado por Julio María Martínez Zapata en 1897, y el férreo Mercado de la Esperanza, ideado por los arquitectos Eduardo Reynals y Toledo y Juan Moya e Idígoras e inaugurado en 1904. Inserto en este periodo es también el Parque de Bomberos Voluntarios de la plaza de Numancia, inaugurado en 1905 y proyectado Valentín Ramón Lavín Casalís.
El siglo no es ajeno a las corrientes historicistas imperantes a lo largo del siglo, construyéndose obras como la iglesia de San Jorge en Las Fraguas, a imitación de un templo romano. Se anticipan a finales del siglo las influencias extranjeras que darán lugar al eclecticismo de las primeras dos décadas del siguiente.
Durante las últimas décadas del siglo XIX, la denominada Villa de los Arzobispos, Comillas, una población de pasado humilde, marinera y pescadora, se convertirá una de las localidades españolas más rica en la arquitectura de moda con edificios de corrientes historicistas, eclécticas y modernistas. Antonio López y López y su hijo Claudio López Bru, marqueses de Comillas, impulsarían la construcción de diversos edificios monumentales como el Capricho de Gaudí (1883), obra del genial arquitecto catalán Antoni Gaudí; el palacio de Sobrellano (1890), de Joan Martorell; y la Universidad Pontificia Comillas (1892), de Lluís Domènech i Montaner.

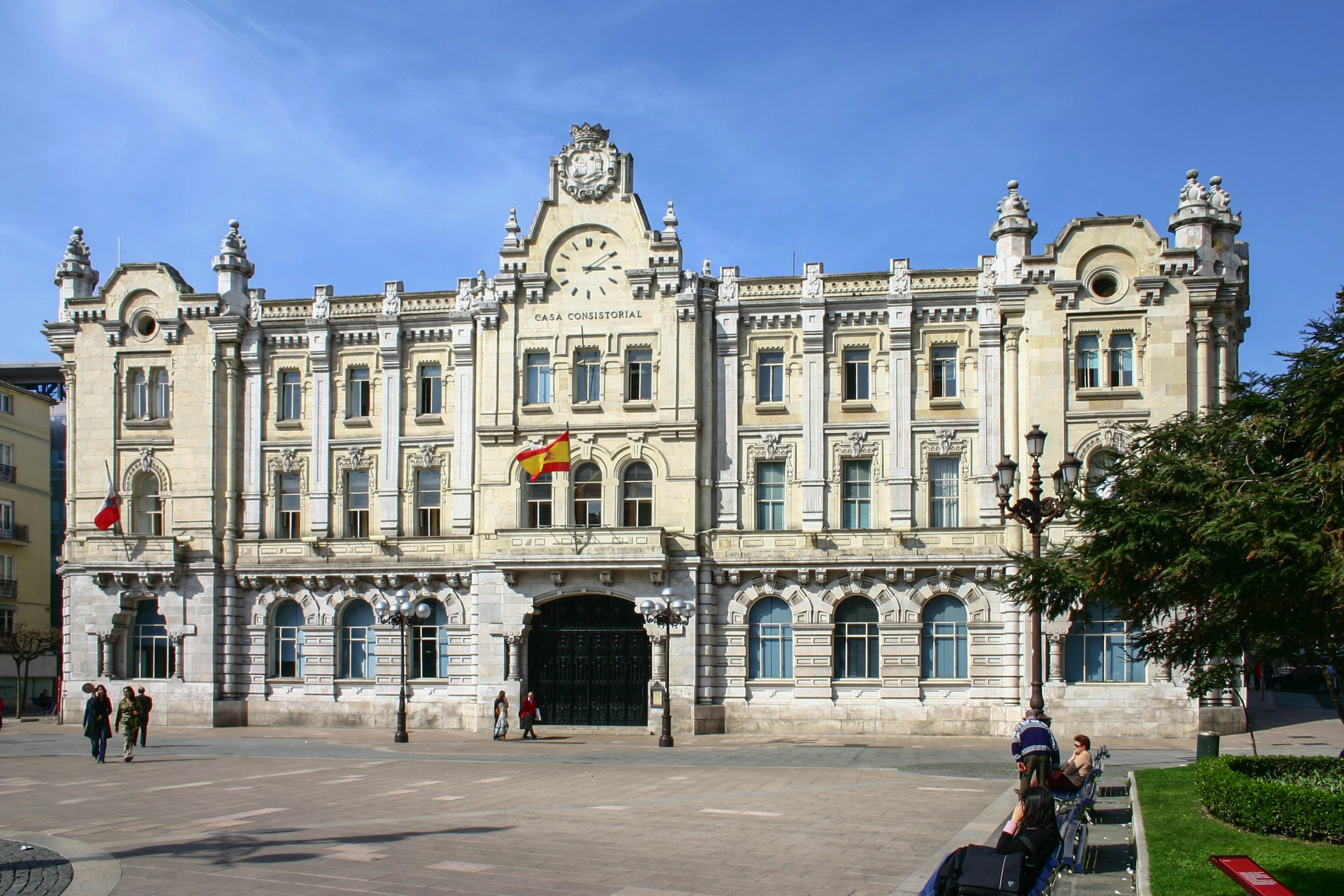
Ayuntamiento de Santander
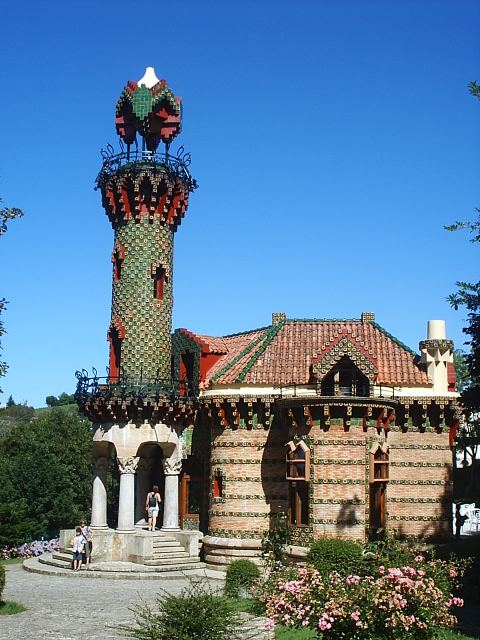
Capricho de Gaudí
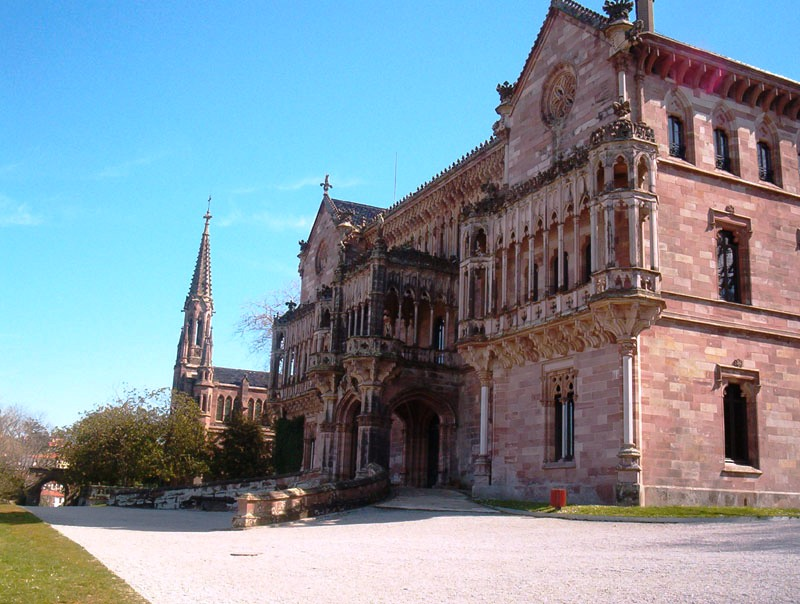
Palacio de Sobrellano
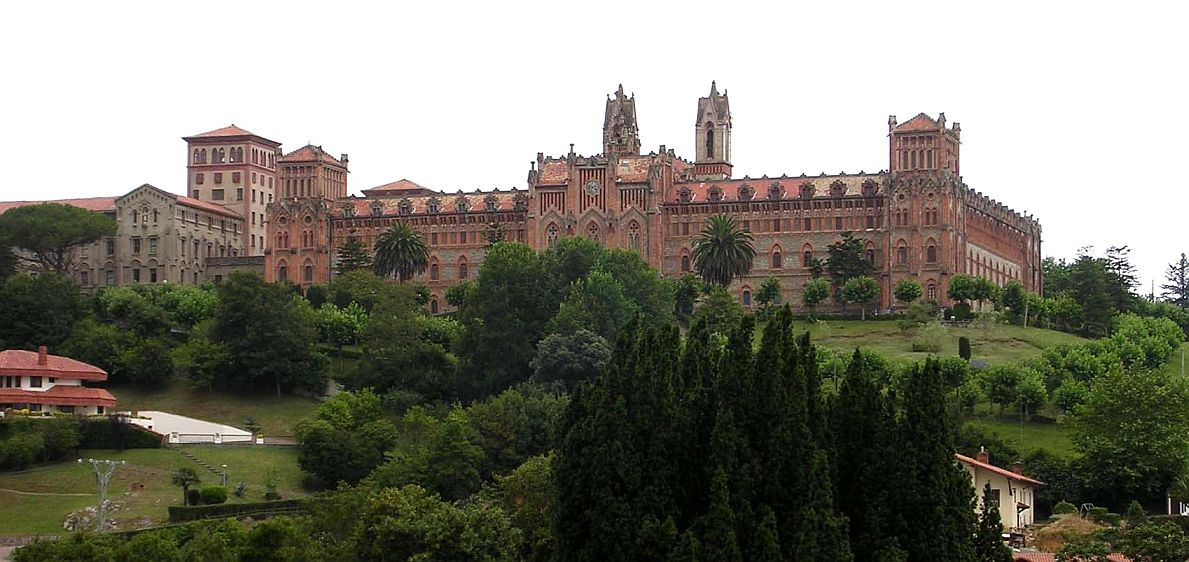
Seminario mayor de la Universidad Pontificia de Comillas (actual Centro Internacional de Estudios Superiores del Español)
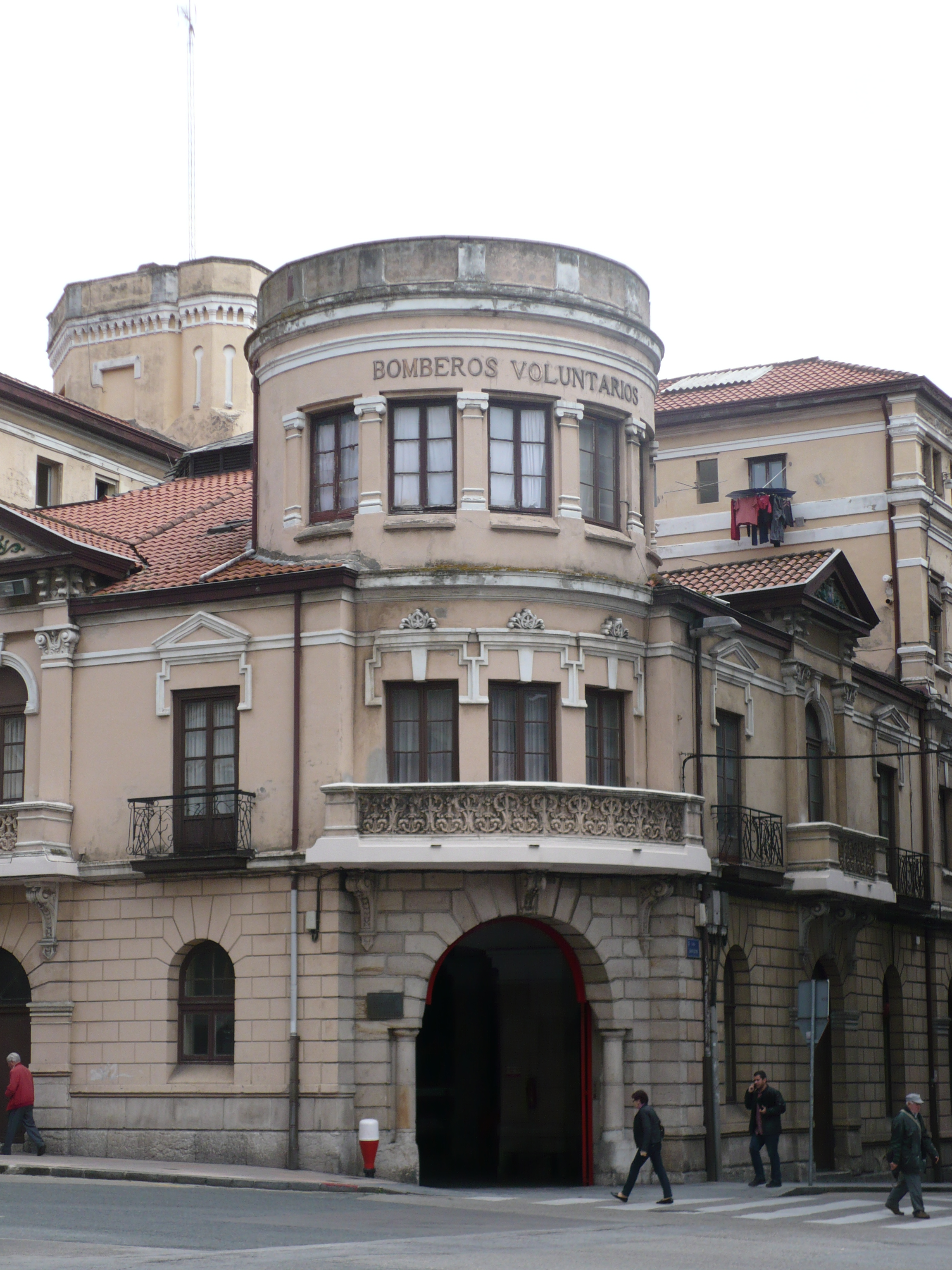
Parque del Real Cuerpo de Bomberos Voluntarios de Santander

## ElsigloXX

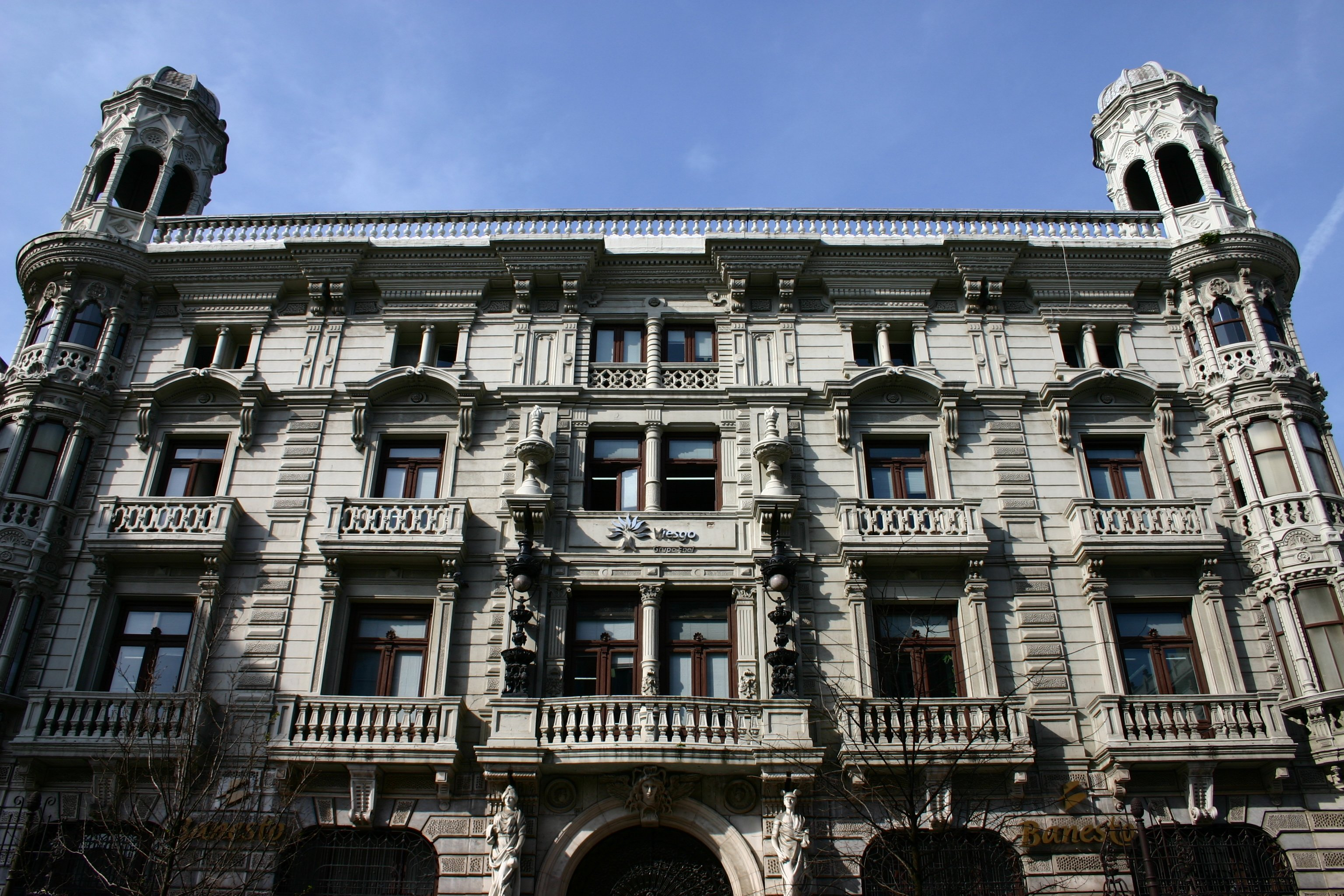
Banco Mercantil (actual Banco Santander) en Santander (1900), de Casimiro Pérez de la Riva

A lo largo del siglo XX, Cantabria conoció un fuerte desarrollo de la arquitectura. La región no permaneció ajena a la confrontación que la arquitectura contemporánea vive entre ideales artísticos y realidad social.
La necesidad de dar respuesta a las preocupaciones higiénicas, la búsqueda del confort o el crecimiento demográfico marca la evolución de la arquitectura, que tratará de presentar soluciones cada vez más válidas. Por otro lado la internacionalización de la cultura arquitectónica hace que Cantabria deje de ser un núcleo secundario en el panorama nacional, manteniéndose en contacto con las últimas tendencias.
El siglo se inicia con la construcción en 1900 del Banco Mercantil, obra de Casimiro Pérez de la Riva, que da continuidad a los excesos escenográficos de los edificios administrativos finiseculares del XIX. En 1907 se termina el edificio Modesto Tapia, sede del por entonces Monte de Piedad, actual sede la obra social de la Caja Cantabria. En detalles de la obra de Joaquín Rucoba y Casimiro Pérez de la Riva ya se presagiaba la arquitectura regionalista montañesa que dejará su impronta constructiva en Cantabria durante casi medio siglo.
En 1909 se inició la construcción del palacio de la Magdalena, destinado albergar a la familia real española y finalizado dos años más tarde. Obra de los jóvenes arquitectos Javier González Riancho y Gonzalo Bringas Vega, en él se ve reflejado un eclecticismo de influencias centroeuropeas y anglosajonas. Este edificio ha pasado a ser la imagen más reconocida internacionalmente de la ciudad de Santander.

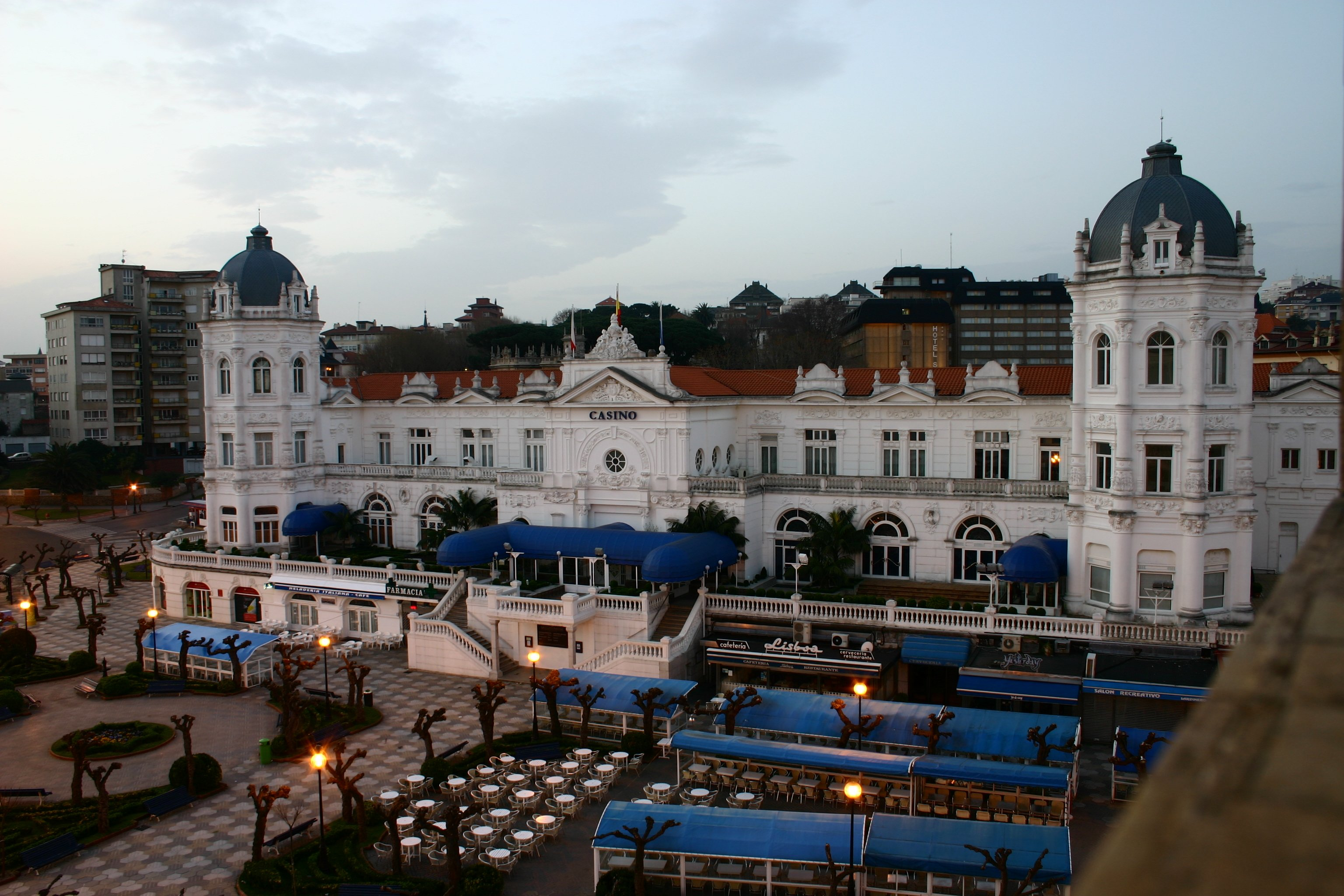
Gran Casino Sardinero (1913), de Eloy Martínez

En 1913 se proyectó el Gran Casino de Santander por Eloy Martínez del Valle, asociado al ocio estival del complejo balneario de El Sardinero.
Arquitectos como Valentín Casalís o el propio Javier González Riancho iniciaron el siglo XX adhiriéndose a la búsqueda de una arquitectura nacional española. A principios del siglo XX Leonardo Rucabado popularizará la arquitectura regionalista montañesa, el estilo montañés, determinada por la evocación historicista de la arquitectura montañesa de los siglos XVI, XVII y XVIII. Rucabado realizaría en Santander destacadas obras, como la Biblioteca y Museo Menéndez Pelayo, la Casuca, el Solaruco o el Proyecto de Palacio para un noble en la Montaña. En su Hotel Real, de 1916 y en hormigón armado, se funden detalles de los grandes hoteles europeos con la decoración propia del regionalismo montañés. Esta tendencia será seguida posteriormente por diferentes arquitectos nacionales y regionales con obras como el edificio de Correos de Santander, obra de Secundino Zuazo y Eugenio Fernández Quintanilla.

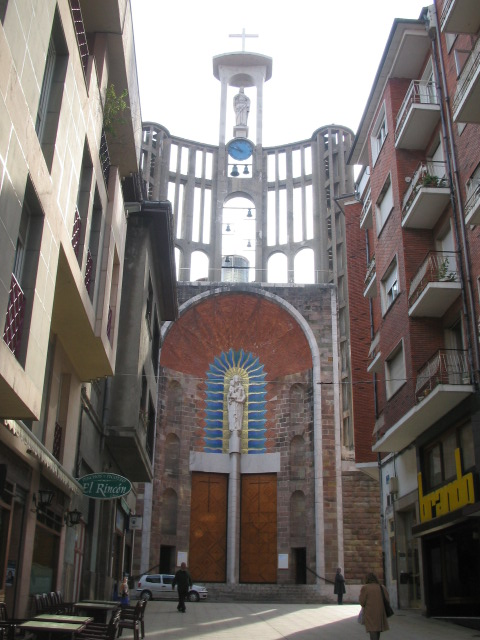
Iglesia de la Virgen Grande en Torrelavega (1964) de Luis Moya Blanco

A partir de 1925 comienza a rechazarse la tradición clásica y regionalista, aceptándose toda una amalgama de derivadas, tanto de una concepción arquitectónica basada en la razón (racionalismo, constructivismo y neopositivismo), como de corrientes más utópicas (futurismo y expresionismo). La mejor arquitectura moderna realizada en Cantabria en este período surgiría de la conjunción de ambas tendencias. Así, José Enrique Marrero construiría en Santander el edificio Siboney, Gonzalo Bringas levantaría el Real Club Marítimo y Eugenio Fernández Quintanilla hace lo propio con el teatro María Lisarda, actual Hotel Coliseum.
Finalizada la Guerra Civil la arquitectura se impregna de un cierto tradicionalismo, fomentando la preferencia por los materiales, técnicas y temas nacionales. La reconstrucción de Santander tras el incendio de 1941 permitió poner en práctica esta tendencia en la región. Así, se persiguió un urbanismo organicista, grandilocuente, y con unos intentos de monumentalización reflejados en actuaciones como las calles de Isabel II y Lealtad o los del edificio de estaciones de ferrocarriles y la Plaza Porticada. Sin embargo algunos arquitectos como Luis Moya Blanco, desde la tradición, buscaron soluciones más modernas para sus obras, como lo demuestra la iglesia de la Virgen Grande, en Torrelavega.
Poco a poco se va produciendo una renovación arquitectónica que llega, unas veces por la influencia del regionalismo crítico (Casa Olano en La Rabia, Comillas), otras de la mano de soluciones organicistas o de la definición de una nueva especialidad, con la utilización de nuevos materiales, como el hormigón o el cristal. A partir de los años setenta la arquitectura realizada en Cantabria se integra en el panorama internacional, caracterizado hasta la actualidad por una total diversidad.

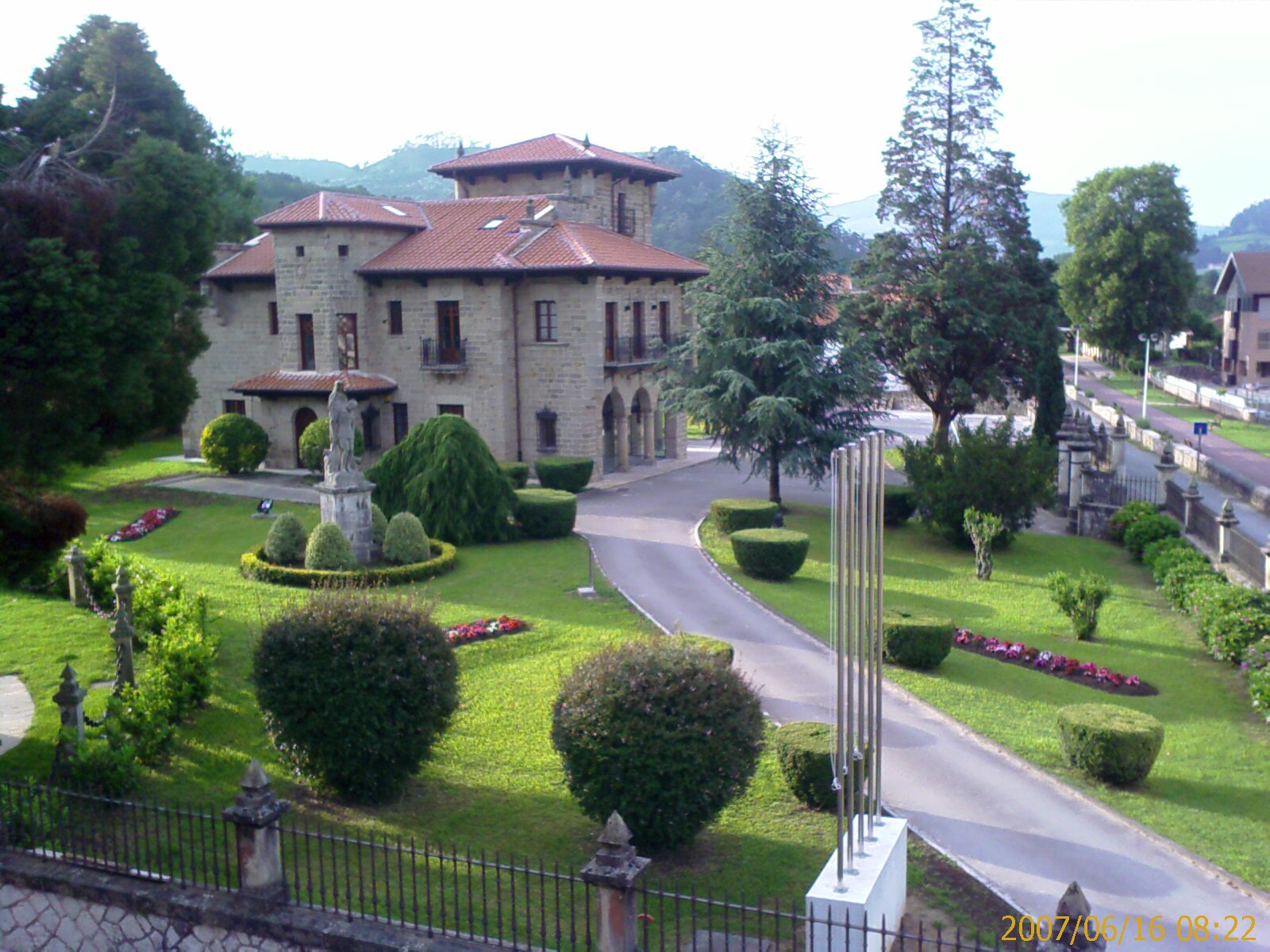
Casona de Fuentes Pila en Puente Viesgo, de Javier González Riancho.
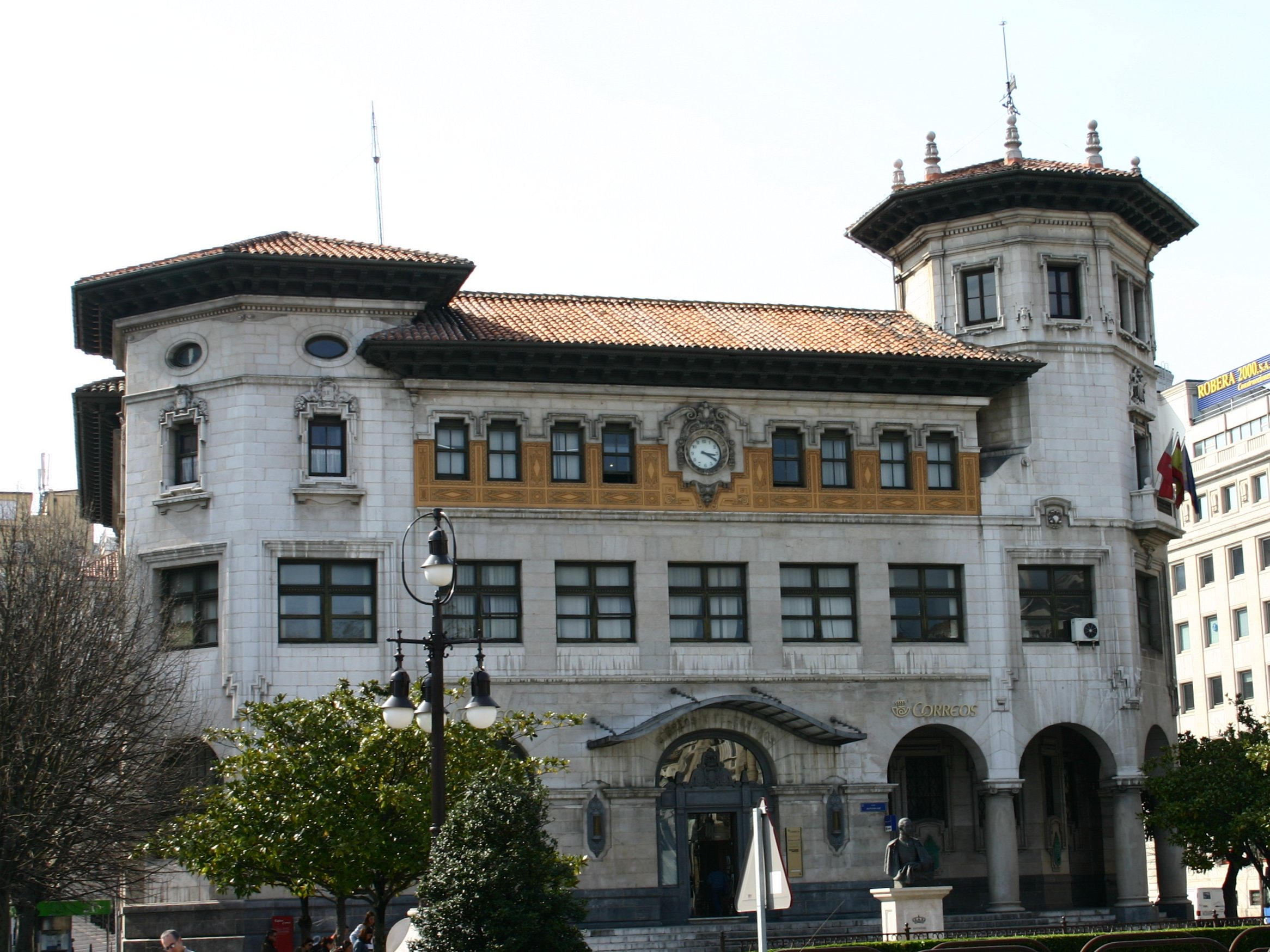
Edificio de Correos de Santander.
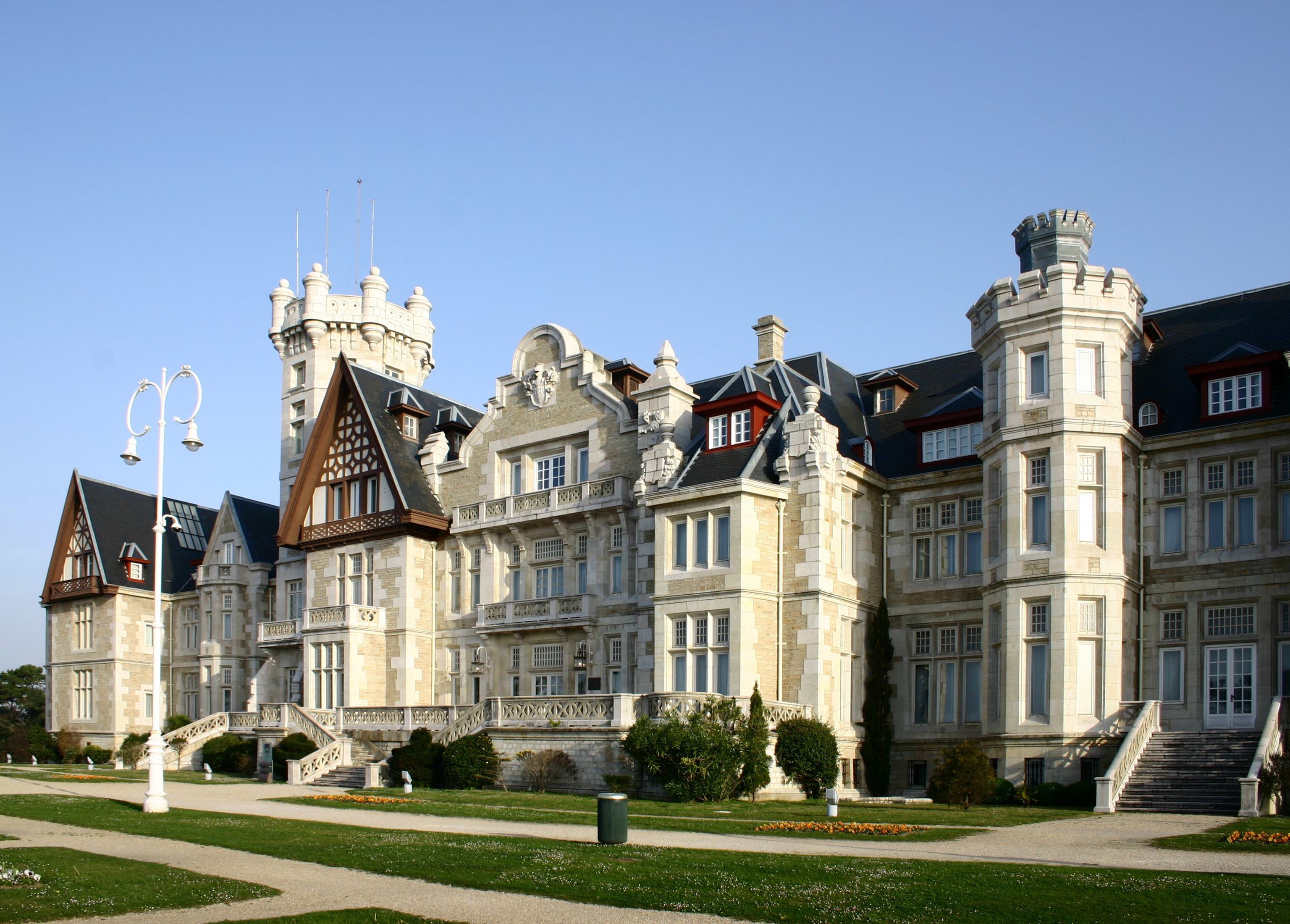
Palacio de la Magdalena.
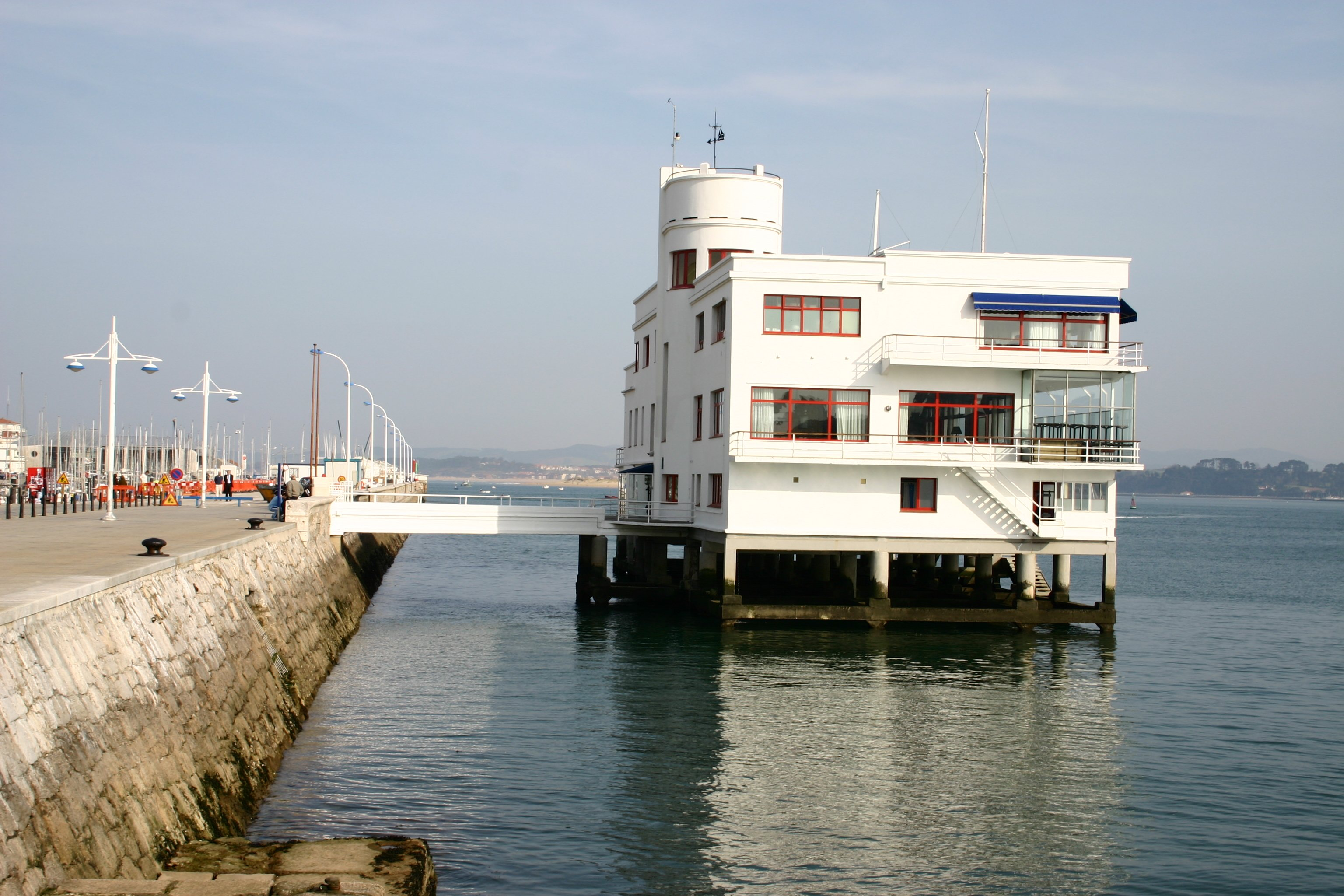
Real Club Marítimo de Santander.
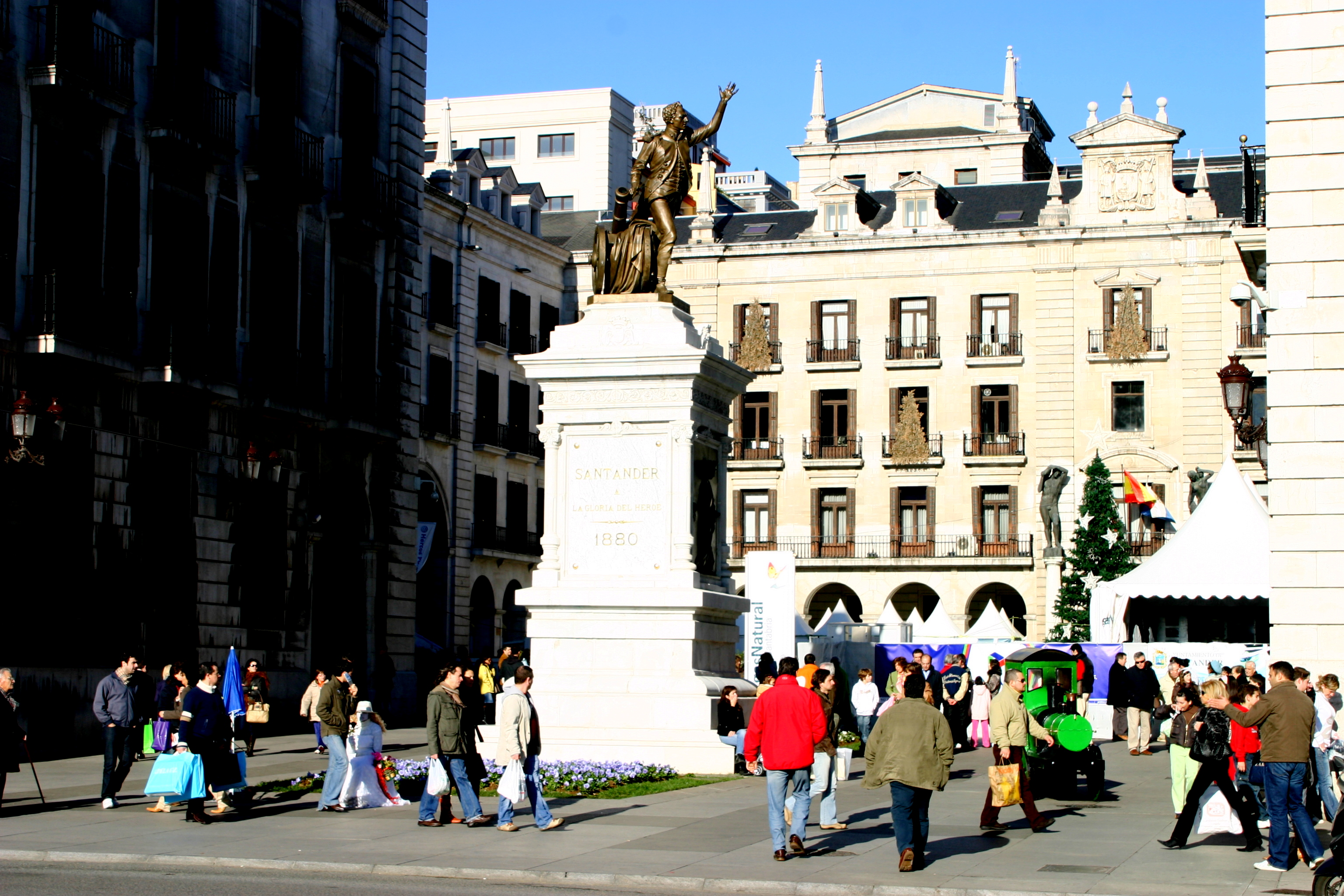
Plaza Porticada de Santander.
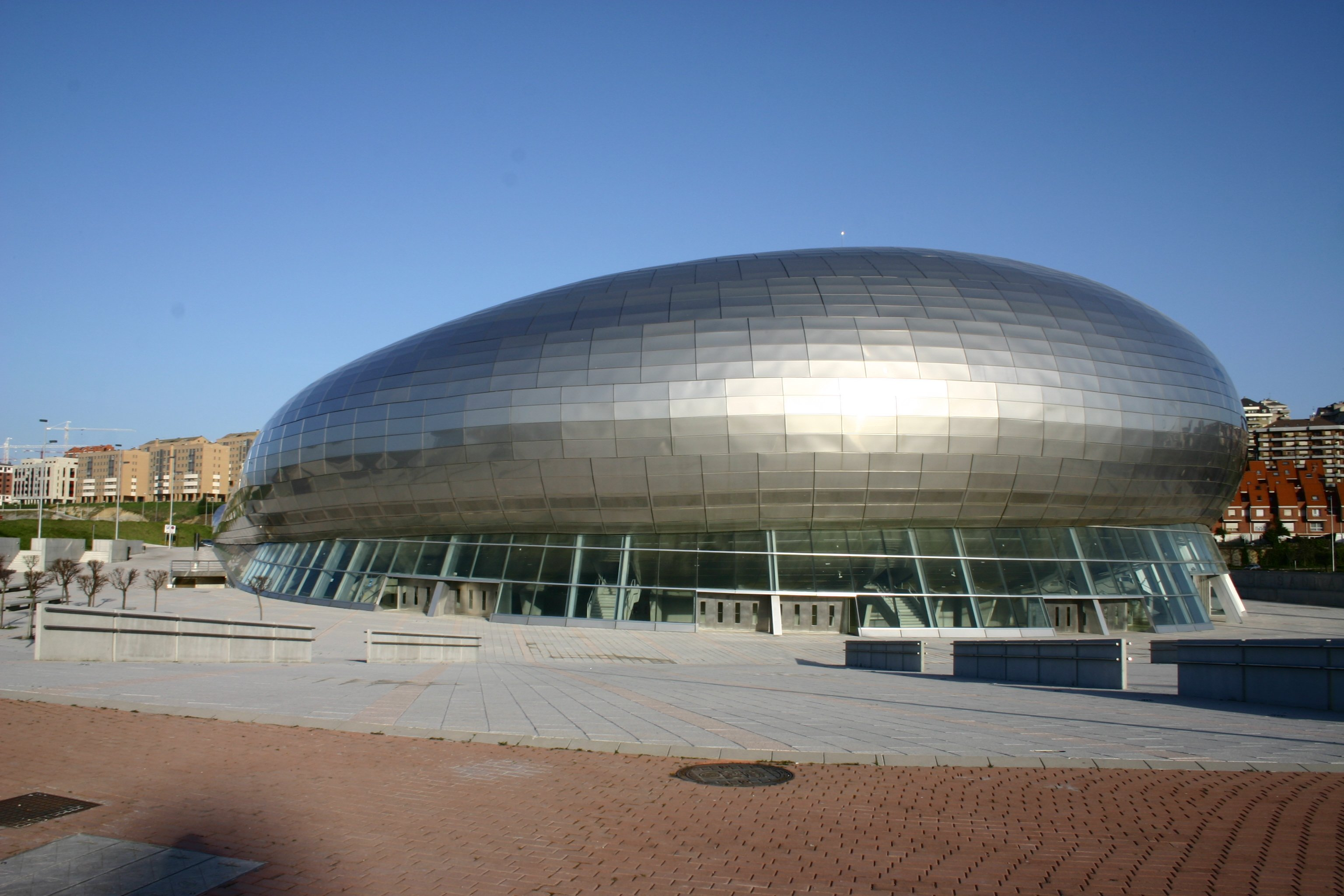
Palacio de Deportes de Santander.
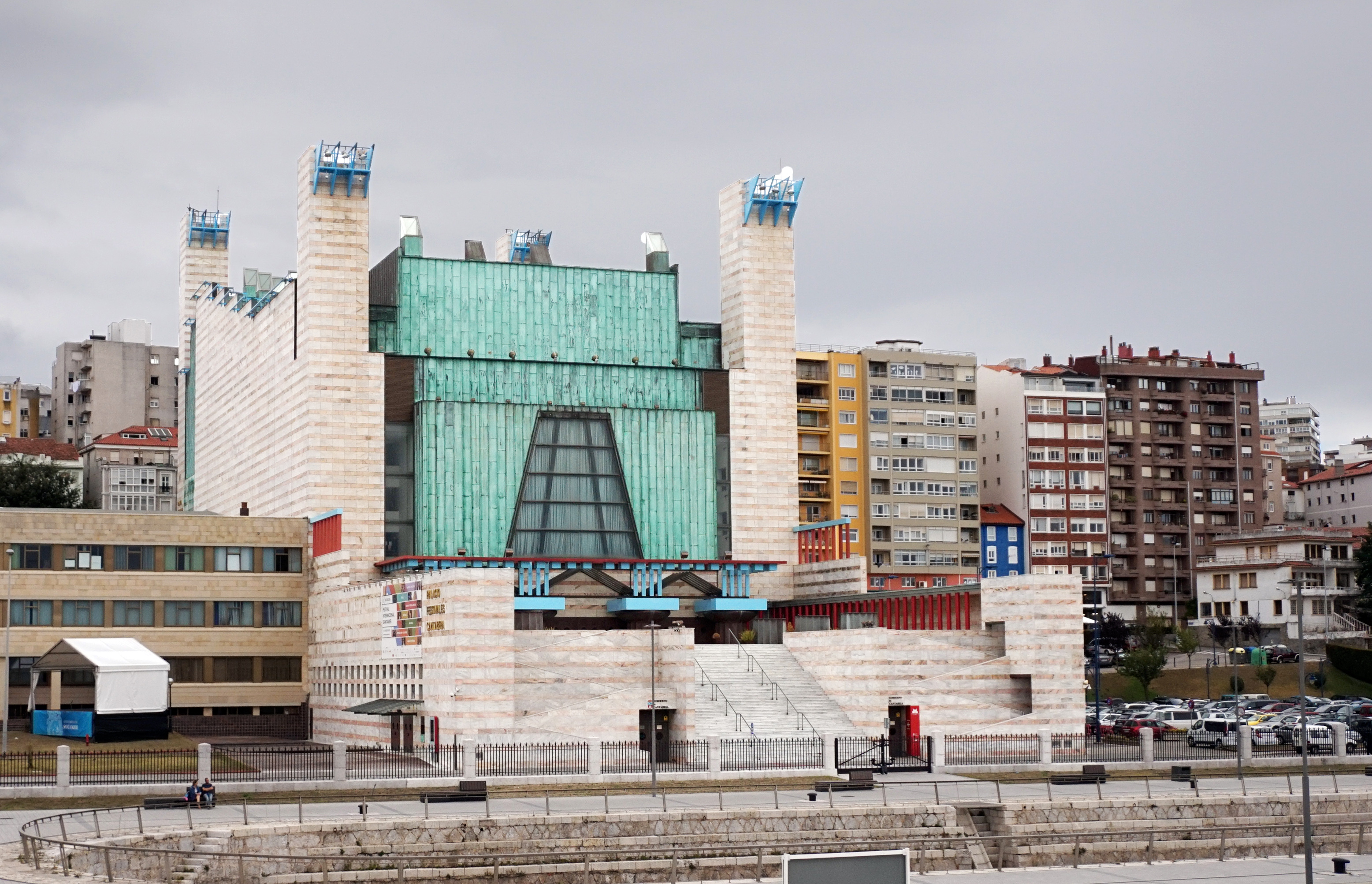
Palacio de Festivales de Cantabria en Santander, de Francisco Javier Sáenz de Oiza.

## La nueva arquitectura
En las últimas décadas España se ha convertido en un centro internacional de innovación y excelencia en el diseño constructivo y como tal Cantabria no es ajena a esta tendencia. La «nueva arquitectura» queda reflejada en la región a través de edificios y proyectos que buscan la modernización mediante arquitectos de renombre internacional, como es el caso de la Casa de la Lluvia o del Museo de Altamira, de Juan Navarro Baldeweg; el Centro de Arte Botín, de Renzo Piano; el proyecto para el nuevo MUPAC, del estudio Mendoza Partida; la reconversión del histórico edificio Banco de Santander en museo de arte, por David Chipperfield; el nuevo campo de fútbol de El Malecón en Torrelavega, de MMIT Arquitectos; o las propuestas de ordenación del frente marítimo y la pendiente integración ferroviaria de Santander. En el caso de la capital cántabra estos proyectos tienen como objetivo incorporar la ciudad a la corriente de vanguardia urbanística predominante en la actualidad.

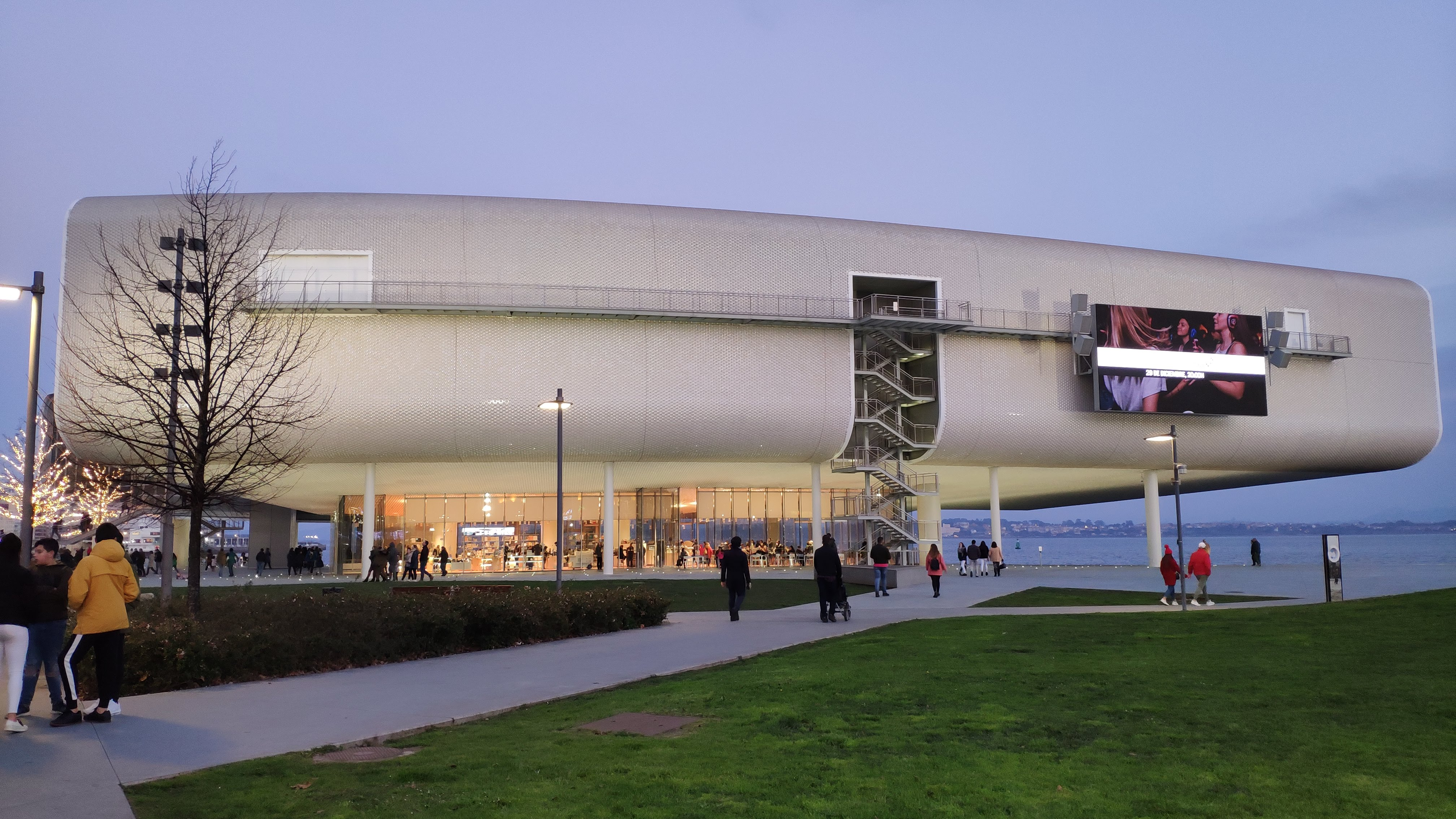
Centro de Arte Botín, de Renzo Piano.
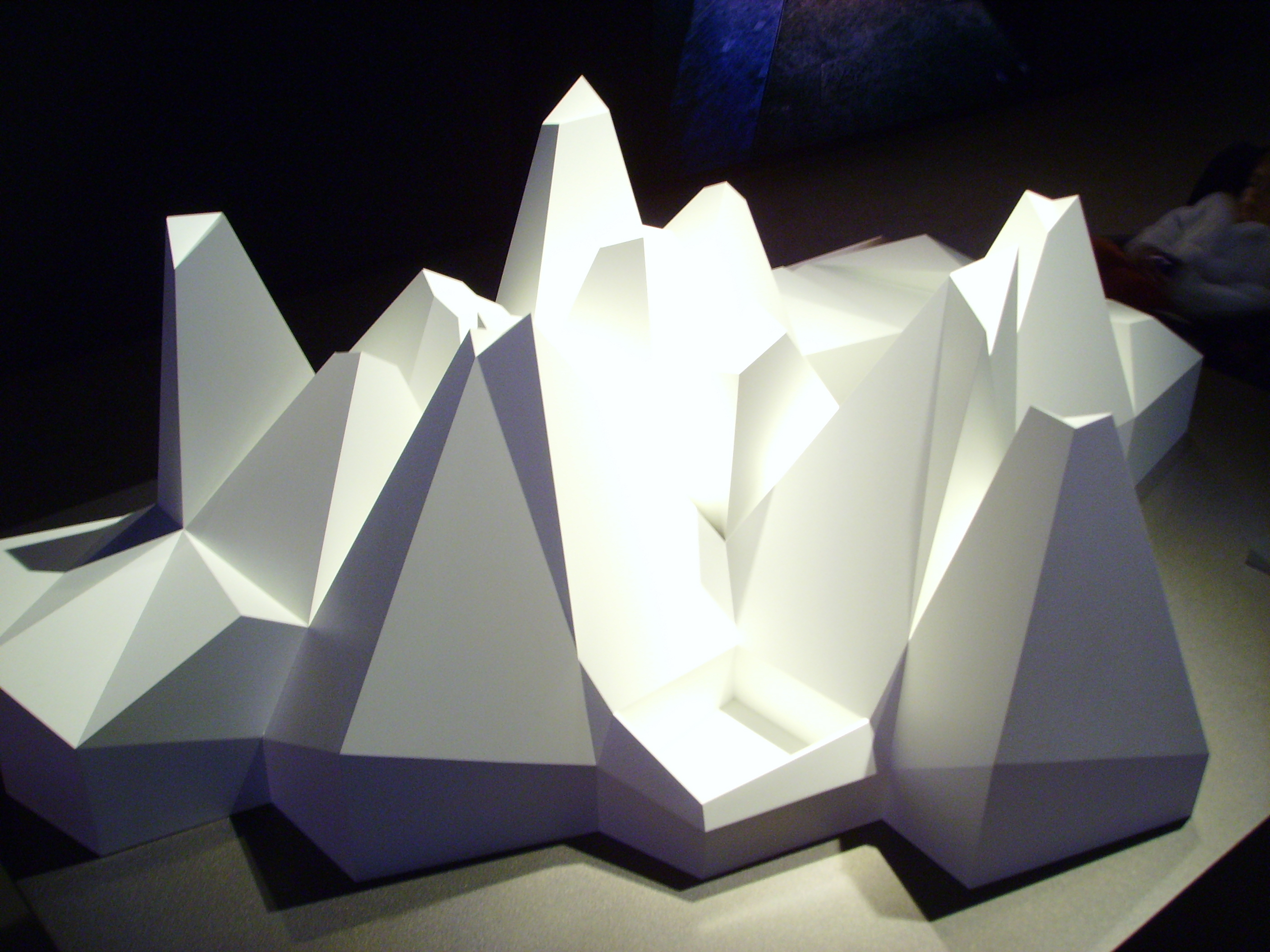
Maqueta del proyecto para el Museo de Cantabria, de Mansilla + Tuñón Arquitectos, adquirida en 2009 por el MoMA.